# Torneo Apertura 2009 Liga Premier de Ascenso
El Torneo Apertura 2009 de la Liga Premier de Ascenso fue el 25º corto que abrió la LXI temporada de la Segunda División. Contó con la participación de 38 equipos. La Universidad del Fútbol se proclamó campeona de la categoría tras vencer al Altamira. En esta edición y en el torneo Bicentenario 2010 el mismo equipo fue el campeón, por lo que no hubo un juego para determinar al campeón de la temporada.
Respecto a la temporada anterior, hubo un descenso en el número de equipos al pasar de 42 clubes a 38 participantes, esto se debió a la desaparición de los clubes: Cañeros del Zacatepec, Ángeles de Comsbmra, Rayos del Necaxa y Tecos UAG Tecomán. Mientras que los conjuntos de Cachorros León y Atlético Lagunero descendieron a la Liga de Nuevos Talentos. Respecto al cambio de nombre o plaza: Guerreros de Acapulco surgió tras adquirir a Pioneros de Cancún y se creó el conjunto de América Manzanillo producto de la unión de las franquicias América Coapa (Campeón de la Liga de Nuevos Talentos 2008-09) y Soccer Manzanillo. Por otro lado se registró la llegada a la categoría del Deportivo Guamúchil tras adquirir a Héroes de Caborca, campeón de la Tercera División en la temporada 2008-09.

## Sistema de competición
El sistema de competición de este torneo es el mismo del Torneo Bicentenario 2010. Este se desarrolla en dos fases:
- Fase de calificación: que se integra por las 13 o 15 jornadas del torneo.
- Fase final: que se integra por los partidos de ida y vuelta en rondas de octavos, cuartos de final, de semifinal y final.

### Fase de calificación
En la fase de calificación se observará el sistema de puntos. La ubicación en la tabla general está sujeta a lo siguiente:
En la fase de calificación se observará el sistema de puntos, apareciendo en los calendarios de juego 
primero el nombre del club local seguido del nombre del club visitante. 
La ubicación en las Tablas de Clasificación por Grupo estará sujeta al número de puntos obtenidos en 
cada partido de acuerdo al resultado. 
- Por juego ganado: 3 puntos
  - Si el equipo visitante gana el juego por diferencia de dos goles, se le otorgará 1 punto adicional. Aplica únicamente para partidos jugados; no aplica para partidos ganados por motivo de resolución.

- Por juego empatado: 1 punto
  - Tratándose de empates a dos o más goles, será obligatoria la participación de los Equipos participantes en una serie de tiros penales, conforme al criterio establecido en el Artículo 31 del presente Reglamento; otorgándosele 1 punto adicional al Equipo que resulte ganador de dicha serie.

- Por juego perdido: 0 puntos

En esta fase participan los 38 Clubes de la Liga Premier de Ascenso jugando en cada grupo todos contra todos durante las jornadas respectivas, a un solo partido.
El orden de los clubes al final de la Fase de Calificación del torneo corresponderá a la suma de los puntos obtenidos por cada uno de ellos y se presentará en forma descendente. Si al finalizar las 13 o 15 jornadas del torneo, dos o más clubes estuviesen empatados en puntos, su posición en la Tabla general será determinada atendiendo a los siguientes criterios de desempate:
1. Mejor diferencia entre los goles anotados y recibidos.
2. Mayor número de goles anotados.
3. Marcadores particulares entre los Clubes empatados.
4. Mayor número de goles anotados como visitante.
5. Mejor ubicado en la Tabla general de cociente.
6. Tabla Fair Play.
7. Sorteo.

Para determinar los lugares que ocuparán los clubes que participen en la fase final del torneo se tomará como base la Tabla general de clasificación.
Participan automáticamente por el título de Campeón de la Liga Premier de Ascenso los primeros 5 lugares de cada grupo y el mejor sexto sitio (16 en total).

### Fase final
Los 16 clubes calificados para esta fase del torneo serán reubicados de acuerdo con el lugar que ocupen en la Tabla general al término de la jornada 12, con el puesto del número uno al club mejor clasificado, y así hasta el #16. Los partidos a esta fase se desarrollarán a visita, en las siguientes etapas:
- Octavos de final
- Cuartos de final
- Semifinales
- Final

Los clubes vencedores en los partidos de octavos, cuartos de final y semifinal serán aquellos que en los dos juegos anoten el mayor número de goles. De existir empate en el número de goles anotados, la posición se definirá a favor del club con mayor cantidad de goles a favor cuando actúe como visitante.
Si una vez aplicado el criterio anterior los clubes siguieran empatados, se observará la posición de los clubes en la Tabla general de clasificación.
Los partidos correspondientes a la fase final se jugarán obligatoriamente los días miércoles y sábado, y jueves y domingo eligiendo, en su caso, exclusivamente en forma descendente, los cuatro Clubes mejor clasificados en la Tabla general al término de la jornada 12, el día y horario de su partido como local. Los siguientes cuatro Clubes podrán elegir únicamente el horario.
El Club vencedor de la Final y por lo tanto Campeón, será aquel que en los dos partidos anote el mayor número de goles. Si al término del tiempo reglamentario el partido está empatado, se agregarán dos tiempos extras de 15 minutos cada uno. De persistir el empate en estos periodos, se procederá a lanzar tiros penales hasta que resulte un vencedor.
Los partidos de Octavos de final se sortearán al finalizar el torneo regular, tomando siempre como equipos locales los que se encuentren en la mejor posición en la tabla respecto al rival.
Los partidos de cuartos de final se jugarán de la siguiente manera:
Llave 3 vs Llave 4
Llave 5 vs Llave 6
En las semifinales participarán los cuatro clubes vencedores de cuartos de final, reubicándolos del uno al cuatro, de acuerdo a su mejor posición en la Tabla general de clasificación al término de la jornada 15 del Torneo correspondiente, enfrentándose:
Disputarán el título de Campeón de los Torneos Apertura 2009 y Bicentenario 2010, los dos clubes vencedores de la fase semifinal correspondiente, reubicándolos del uno al dos, de acuerdo a su mejor posición en la Tabla general de clasificación al término de las jornadas de cada torneo.

## Equipos participantes

### Zona Sur
| Equipo                     | Ciudad                         | Estadio                               |
| -------------------------- | ------------------------------ | ------------------------------------- |
| Albinegros de Orizaba      | Orizaba, Veracruz              | Socum                                 |
| Atlético Tapatío           | Chalco, Estado de México       | Arreola                               |
| Cuautitlán                 | Cuautitlán, Estado de México   | Los Pinos                             |
| ECA Norte                  | Tecámac, Estado de México      | Mariano Matamoros                     |
| Guerreros de Acapulco      | Acapulco, Guerrero             | Unidad Deportiva Acapulco             |
| Inter Playa del Carmen     | Playa del Carmen, Quintana Roo | Mario Villanueva Madrid               |
| Ocelotes UNACH             | Tapachula, Chiapas             | Olímpico de Tapachula                 |
| Potros de la UAEM          | Toluca, Estado de México       | Universitario Alberto "Chivo" Córdoba |
| Pumas Naucalpan            | México, D.F.                   | La Cantera / Centenario               |
| Tecamachalco               | México, D.F.                   | Neza 86                               |
| Tiburones Rojos de Córdoba | Córdoba, Veracruz              | Rafael Murillo Vidal                  |
| Universidad del Fútbol     | San Agustín Tlaxiaca, Hidalgo  | Hidalgo                               |

### Zona Central
| Equipo                  | Ciudad                               | Estadio                        |
| ----------------------- | ------------------------------------ | ------------------------------ |
| Altamira FC             | Altamira, Tamaulipas                 | Altamira                       |
| Atlético San Francisco  | San Francisco del Rincón, Guanajuato | San Francisco                  |
| Atlético San Juan       | San Juan del Río, Querétaro          | Unidad Deportiva Maquío        |
| Bravos de Nuevo Laredo  | Nuevo Laredo, Tamaulipas             | Unidad Deportiva Benito Juárez |
| Celaya F.C.             | Celaya, Guanajuato                   | Miguel Alemán Valdés           |
| Cruz Azul Jasso         | Jasso, Hidalgo                       | 10 de diciembre                |
| F.C. Excélsior          | Salinas Victoria, Nuevo León         | Centro Deportivo Soriana       |
| Irapuato F.C.           | Irapuato, Guanajuato                 | Sergio León Chávez             |
| La Piedad               | La Piedad, Michoacán                 | Juan N. López                  |
| Petroleros de Salamanca | Salamanca, Guanajuato                | Olímpico sección 24            |
| Querétaro F.C. B        | Querétaro, Querétaro                 | Unidad Deportiva Bicentenario  |
| Real Saltillo Soccer    | Saltillo, Coahuila                   | Olímpico Francisco I. Madero   |
| Tampico Madero          | Tampico Madero, Tamaulipas           | Tamaulipas                     |
| Unión de Curtidores     | León, Guanajuato                     | La Martinica                   |

### Zona Norte
| Equipo                            | Ciudad                         | Estadio                          |
| --------------------------------- | ------------------------------ | -------------------------------- |
| América Manzanillo                | Manzanillo, Colima             | Colima / Gustavo Vázquez         |
| Búhos de Hermosillo               | Hermosillo, Sonora             | Héroe de Nacozari                |
| Cachorros de la U. de G.          | Guadalajara, Jalisco           | Club U. de G. La Primavera       |
| Chivas Rayadas                    | Zapopan, Jalisco               | Verde Valle                      |
| Delfines de Los Cabos             | Los Cabos, Baja California Sur | Unidad Deportiva Los Cangrejos   |
| Deportivo Guamúchil               | Guamúchil, Sinaloa             | Coloso del Dique                 |
| Dorados de Los Mochis             | Los Mochis, Sinaloa            | Centenario LM                    |
| Dorados Fuerza UACH               | Chihuahua, Chihuahua           | Olímpico de la UACH              |
| Loros de la Universidad de Colima | Colima, Colima                 | Olímpico Universitario de Colima |
| Toros de Zacatecas                | Zacatecas, Zacatecas           | Francisco Villa                  |
| Vaqueros de Ixtlán                | Ixtlán del Río, Nayarit        | U.D. Santa Teresita              |
| Zorros de Reynosa                 | Reynosa, Tamaulipas            | Unidad Deportiva Solidaridad     |

## Grupos

### Zona Sur
| Pos. | Equipo                     | Pts. | PJ | G | E | P | GF | GC | Dif. | Clasificación       |
| ---- | -------------------------- | ---- | -- | - | - | - | -- | -- | ---- | ------------------- |
| 1    | Universidad del Fútbol (C) | 33   | 13 | 8 | 5 | 0 | 46 | 13 | +33  | Liguilla de ascenso |
| 2    | Guerreros de Acapulco      | 27   | 13 | 7 | 4 | 2 | 21 | 13 | +8   | Liguilla de ascenso |
| 3    | Potros UAEM                | 26   | 13 | 6 | 6 | 1 | 26 | 10 | +16  | Liguilla de ascenso |
| 4    | Tecamachalco               | 24   | 13 | 6 | 4 | 3 | 19 | 14 | +5   | Liguilla de ascenso |
| 5    | Tiburones Rojos de Córdoba | 21   | 13 | 6 | 2 | 5 | 21 | 12 | +9   | Liguilla de ascenso |
| 6    | Inter Playa del Carmen     | 21   | 13 | 5 | 4 | 4 | 20 | 11 | +9   |                     |
| 7    | Pumas Naucalpan            | 16   | 13 | 3 | 4 | 6 | 13 | 20 | −7   |                     |
| 8    | Albinegros de Orizaba      | 16   | 13 | 5 | 1 | 7 | 15 | 23 | −8   |                     |
| 9    | Cuautitlán                 | 15   | 13 | 3 | 4 | 6 | 13 | 22 | −9   |                     |
| 10   | Ocelotes UNACH             | 14   | 13 | 4 | 2 | 7 | 23 | 35 | −12  |                     |
| 11   | ECA Norte                  | 11   | 13 | 3 | 2 | 8 | 13 | 42 | −29  |                     |
| 12   | Atlético Tapatío           | 9    | 13 | 1 | 4 | 8 | 12 | 29 | −17  |                     |

 Fuente: RSSSF

### Zona Central
| Pos. | Equipo                  | Pts. | PJ | G  | E | P  | GF | GC | Dif. | Clasificación       |
| ---- | ----------------------- | ---- | -- | -- | - | -- | -- | -- | ---- | ------------------- |
| 1    | Altamira F.C.           | 37   | 15 | 11 | 3 | 1  | 43 | 22 | +21  | Liguilla de ascenso |
| 2    | Celaya F.C.             | 33   | 15 | 9  | 4 | 2  | 29 | 9  | +20  | Liguilla de ascenso |
| 3    | Atlético San Francisco  | 33   | 15 | 7  | 6 | 2  | 22 | 15 | +7   | Liguilla de ascenso |
| 4    | Cruz Azul Jasso         | 29   | 15 | 5  | 8 | 2  | 23 | 16 | +7   | Liguilla de ascenso |
| 5    | Real Saltillo Soccer    | 27   | 15 | 7  | 5 | 3  | 21 | 16 | +5   | Liguilla de ascenso |
| 6    | Bravos de Nuevo Laredo  | 26   | 15 | 7  | 4 | 4  | 31 | 25 | +6   | Liguilla de ascenso |
| 7    | Tampico Madero          | 22   | 15 | 6  | 3 | 6  | 24 | 21 | +3   |                     |
| 8    | Unión de Curtidores     | 20   | 15 | 5  | 3 | 7  | 18 | 26 | −8   |                     |
| 9    | La Piedad               | 19   | 15 | 4  | 4 | 7  | 20 | 24 | −4   |                     |
| 10   | Irapuato F.C.           | 16   | 15 | 4  | 4 | 7  | 22 | 24 | −2   |                     |
| 11   | Querétaro F.C. "B"      | 15   | 15 | 4  | 2 | 9  | 26 | 27 | −1   |                     |
| 12   | Petroleros de Salamanca | 14   | 15 | 3  | 4 | 8  | 14 | 22 | −8   |                     |
| 13   | Atlético San Juan       | 8    | 15 | 2  | 2 | 11 | 15 | 26 | −11  |                     |
| 14   | F.C. Excélsior          | 0    | 15 | 0  | 0 | 15 | 13 | 59 | −46  |                     |

 Fuente: RSSSF

### Zona Norte
| Pos. | Equipo                            | Pts. | PJ | G | E | P | GF | GC | Dif. | Clasificación       |
| ---- | --------------------------------- | ---- | -- | - | - | - | -- | -- | ---- | ------------------- |
| 1    | América Manzanillo                | 31   | 13 | 8 | 4 | 1 | 28 | 6  | +22  | Liguilla de ascenso |
| 2    | Dorados Los Mochis                | 27   | 13 | 7 | 4 | 2 | 20 | 17 | +3   | Liguilla de ascenso |
| 3    | Chivas Rayadas                    | 26   | 13 | 8 | 1 | 4 | 21 | 10 | +11  | Liguilla de ascenso |
| 4    | Loros de la Universidad de Colima | 25   | 13 | 8 | 1 | 4 | 31 | 15 | +16  | Liguilla de ascenso |
| 5    | Dorados Fuerza UACH               | 25   | 13 | 6 | 5 | 2 | 15 | 10 | +5   | Liguilla de ascenso |
| 6    | Búhos de Hermosillo               | 25   | 13 | 7 | 2 | 4 | 15 | 14 | +1   |                     |
| 7    | Cachorros U. de G.                | 22   | 13 | 6 | 3 | 4 | 18 | 18 | 0    |                     |
| 8    | Vaqueros de Ixtlán                | 21   | 13 | 4 | 6 | 3 | 15 | 14 | +1   |                     |
| 9    | Deportivo Guamúchil               | 18   | 13 | 3 | 6 | 4 | 19 | 18 | +1   |                     |
| 10   | Toros de Zacatecas                | 12   | 13 | 4 | 0 | 9 | 12 | 28 | −16  |                     |
| 11   | Delfines de Los Cabos             | 10   | 13 | 2 | 3 | 8 | 14 | 32 | −18  |                     |
| 12   | Zorros de Reynosa                 | 8    | 13 | 1 | 3 | 9 | 9  | 22 | −13  |                     |

 Fuente: RSSSF

## Tabla general
| Pos. | Equipo                            | Pts. | PJ | G  | E | P  | GF | GC | Dif. | Clasificación       |
| ---- | --------------------------------- | ---- | -- | -- | - | -- | -- | -- | ---- | ------------------- |
| 1    | Altamira F.C.                     | 37   | 15 | 11 | 3 | 1  | 43 | 22 | +21  | Liguilla de ascenso |
| 2    | Universidad del Fútbol (C)        | 33   | 13 | 8  | 5 | 0  | 46 | 13 | +33  | Liguilla de ascenso |
| 3    | Celaya F.C.                       | 33   | 15 | 9  | 4 | 2  | 29 | 9  | +20  | Liguilla de ascenso |
| 4    | Atlético San Francisco            | 33   | 15 | 7  | 6 | 2  | 22 | 15 | +7   | Liguilla de ascenso |
| 5    | América Manzanillo                | 31   | 13 | 8  | 4 | 1  | 28 | 6  | +22  | Liguilla de ascenso |
| 6    | Cruz Azul Jasso                   | 29   | 15 | 5  | 8 | 2  | 23 | 16 | +7   | Liguilla de ascenso |
| 7    | Guerreros de Acapulco             | 27   | 13 | 7  | 4 | 2  | 21 | 13 | +8   | Liguilla de ascenso |
| 8    | Real Saltillo Soccer              | 27   | 15 | 7  | 5 | 3  | 21 | 16 | +5   | Liguilla de ascenso |
| 9    | Dorados Los Mochis                | 27   | 13 | 7  | 4 | 2  | 20 | 17 | +3   | Liguilla de ascenso |
| 10   | Potros UAEM                       | 26   | 13 | 6  | 6 | 1  | 26 | 10 | +16  | Liguilla de ascenso |
| 11   | Chivas Rayadas                    | 26   | 13 | 8  | 1 | 4  | 21 | 10 | +11  | Liguilla de ascenso |
| 12   | Bravos de Nuevo Laredo            | 26   | 15 | 7  | 4 | 4  | 31 | 25 | +6   | Liguilla de ascenso |
| 13   | Loros de la Universidad de Colima | 25   | 13 | 8  | 1 | 4  | 31 | 15 | +16  | Liguilla de ascenso |
| 14   | Dorados Fuerza UACH               | 25   | 13 | 6  | 5 | 2  | 15 | 10 | +5   | Liguilla de ascenso |
| 15   | Búhos de Hermosillo               | 25   | 13 | 7  | 2 | 4  | 15 | 14 | +1   |                     |
| 16   | Tecamachalco                      | 24   | 13 | 6  | 4 | 3  | 19 | 14 | +5   | Liguilla de ascenso |
| 17   | Tampico Madero                    | 22   | 15 | 6  | 3 | 6  | 24 | 21 | +3   |                     |
| 18   | Cachorros U. de G.                | 22   | 13 | 6  | 3 | 4  | 18 | 18 | 0    |                     |
| 19   | Tiburones Rojos de Córdoba        | 21   | 13 | 6  | 2 | 5  | 21 | 12 | +9   | Liguilla de ascenso |
| 20   | Inter Playa del Carmen            | 21   | 13 | 5  | 4 | 4  | 20 | 11 | +9   |                     |
| 21   | Vaqueros de Ixtlán                | 21   | 13 | 4  | 6 | 3  | 15 | 14 | +1   |                     |
| 22   | Unión de Curtidores               | 20   | 15 | 5  | 3 | 7  | 18 | 26 | −8   |                     |
| 23   | La Piedad                         | 19   | 15 | 4  | 4 | 7  | 20 | 24 | −4   |                     |
| 24   | Deportivo Guamúchil               | 18   | 13 | 3  | 6 | 4  | 19 | 18 | +1   |                     |
| 25   | Irapuato F.C.                     | 16   | 15 | 4  | 4 | 7  | 22 | 24 | −2   |                     |
| 26   | Pumas Naucalpan                   | 16   | 13 | 3  | 4 | 6  | 13 | 20 | −7   |                     |
| 27   | Albinegros de Orizaba             | 16   | 13 | 5  | 1 | 7  | 15 | 23 | −8   |                     |
| 28   | Querétaro F.C. "B"                | 15   | 15 | 4  | 2 | 9  | 26 | 27 | −1   |                     |
| 29   | Cuautitlán                        | 15   | 13 | 3  | 4 | 6  | 13 | 22 | −9   |                     |
| 30   | Petroleros de Salamanca           | 14   | 15 | 3  | 4 | 8  | 14 | 22 | −8   |                     |
| 31   | Ocelotes UNACH                    | 14   | 13 | 4  | 2 | 7  | 23 | 35 | −12  |                     |
| 32   | Toros de Zacatecas                | 12   | 13 | 4  | 0 | 9  | 12 | 28 | −16  |                     |
| 33   | ECA Norte                         | 11   | 13 | 3  | 2 | 8  | 13 | 42 | −29  |                     |
| 34   | Delfines de Los Cabos             | 10   | 13 | 2  | 3 | 8  | 14 | 32 | −18  |                     |
| 35   | Atlético Tapatío                  | 9    | 13 | 1  | 4 | 8  | 12 | 29 | −17  |                     |
| 36   | Atlético San Juan                 | 8    | 15 | 2  | 2 | 11 | 15 | 26 | −11  |                     |
| 37   | Zorros de Reynosa                 | 8    | 13 | 1  | 3 | 9  | 9  | 22 | −13  |                     |
| 38   | F.C. Excélsior                    | 0    | 15 | 0  | 0 | 15 | 13 | 59 | −46  |                     |

 Fuente: RSSSF

## Torneo regular
| Jornada 1              | Jornada 1 | Jornada 1              | Jornada 1                        | Jornada 1     | Jornada 1 | Jornada 1 | Jornada 1 | Jornada 1 | Jornada 1 | Jornada 1 |
| Grupo A                | Grupo A   | Grupo A                | Grupo A                          | Grupo A       | Grupo A   | Grupo A   | Grupo A   | Grupo A   | Grupo A   | Grupo A   |
| Local                  | Resultado | Visitante              | Estadio                          | Fecha         | Hora      |           |           |           |           |           |
| ---------------------- | --------- | ---------------------- | -------------------------------- | ------------- | --------- | --------- | --------- | --------- | --------- | --------- |
| Pumas Naucalpan        | 0 - 0     | Atlético Tapatío       | La Cantera                       | 29 de agosto  | 11:00     |           |           |           |           |           |
| Orizaba                | 3 - 0     | Cuautitlán             | Socum                            | 29 de agosto  | 15:00     |           |           |           |           |           |
| Ocelotes UNACH         | 1 - 0     | Inter Playa            | Olímpico de Tapachula            | 29 de agosto  | 15:00     |           |           |           |           |           |
| ECA Norte              | 4 - 3     | Guerreros Acapulco     | Mariano Matamoros                | 29 de agosto  | 16:00     |           |           |           |           |           |
| Universidad del Fútbol | 4 - 1     | Tecamachalco           | Hidalgo                          | 30 de agosto  | 12:00     |           |           |           |           |           |
| TR Córdoba             | 0 - 1     | Potros UAEM            | Rafael Murillo Vidal             | 30 de agosto  | 12:30     |           |           |           |           |           |
| Grupo B                |           |                        |                                  |               |           |           |           |           |           |           |
| Local                  | Resultado | Visitante              | Estadio                          | Fecha         | Hora      |           |           |           |           |           |
| Cruz Azul Jasso        | 1 - 1     | Bravos                 | 10 de diciembre                  | 22 de agosto  | 11:00     |           |           |           |           |           |
| Atlético San Juan      | 0 - 1     | Salamanca              | Unidad Deportiva Maquío          | 22 de agosto  | 15:00     |           |           |           |           |           |
| Real Saltillo Soccer   | 2 - 0     | Querétaro "B"          | Olímpico Francisco I. Madero     | 22 de agosto  | 15:00     |           |           |           |           |           |
| Celaya FC              | 3 - 2     | Irapuato               | Miguel Alemán Valdés             | 22 de agosto  | 17:00     |           |           |           |           |           |
| Altamira FC            | 7 - 0     | Atlético San Francisco | Altamira                         | 22 de agosto  | 19:00     |           |           |           |           |           |
| Tampico Madero         | 3 - 1     | La Piedad              | Tamaulipas                       | 22 de agosto  | 20:00     |           |           |           |           |           |
| Unión de Curtidores    | 3 - 1     | FC Excélsior           | La Martinica                     | 20 de octubre | 20:15     |           |           |           |           |           |
| Grupo C                |           |                        |                                  |               |           |           |           |           |           |           |
| Local                  | Resultado | Visitante              | Estadio                          | Fecha         | Hora      |           |           |           |           |           |
| Vaqueros de Ixtlán     | 1 - 1     | Deportivo Guamúchil    | No disponible                    | 28 de agosto  | 16:00     |           |           |           |           |           |
| Búhos de Hermosillo    | 2 - 1     | Toros de Zacatecas     | Héroe de Nacozari                | 28 de agosto  | 20:00     |           |           |           |           |           |
| América Manzanillo     | 2 - 2     | Cachorros U. de G.     | Colima                           | 28 de agosto  | 20:30     |           |           |           |           |           |
| Delfines Los Cabos     | 1 - 0     | Zorros de Reynosa      | U.D. Los Cangrejos               | 29 de agosto  | 16:00     |           |           |           |           |           |
| Dorados Los Mochis     | 3 - 3     | Dorados UACH           | Centenario LM                    | 29 de agosto  | 17:00     |           |           |           |           |           |
| Loros de Colima        | 2 - 1     | Chivas Rayadas         | Olímpico Universitario de Colima | 29 de agosto  | 19:00     |           |           |           |           |           |

| Jornada 2              | Jornada 2 | Jornada 2              | Jornada 2                    | Jornada 2       | Jornada 2 | Jornada 2 | Jornada 2 | Jornada 2 | Jornada 2 | Jornada 2 |
| Grupo A                | Grupo A   | Grupo A                | Grupo A                      | Grupo A         | Grupo A   | Grupo A   | Grupo A   | Grupo A   | Grupo A   | Grupo A   |
| Local                  | Resultado | Visitante              | Estadio                      | Fecha           | Hora      |           |           |           |           |           |
| ---------------------- | --------- | ---------------------- | ---------------------------- | --------------- | --------- | --------- | --------- | --------- | --------- | --------- |
| Cuautitlán             | 3 - 0     | ECA Norte              | Los Pinos                    | 4 de septiembre | 16:00     |           |           |           |           |           |
| Potros UAEM            | 1 - 1     | Universidad del Fútbol | Alberto "Chivo" Córdoba      | 4 de septiembre | 19:00     |           |           |           |           |           |
| Tecamachalco           | 1 - 1     | Pumas Naucalpan        | Neza 86                      | 5 de septiembre | 12:00     |           |           |           |           |           |
| Inter Playa            | 2 - 1     | Orizaba                | Mario Villanueva Madrid      | 5 de septiembre | 16:00     |           |           |           |           |           |
| Atlético Tapatío       | 2 - 0     | Ocelotes UNACH         | Arreola                      | 5 de septiembre | 16:00     |           |           |           |           |           |
| Guerreros Acapulco     | 2 - 1     | TR Córdoba             | Unidad Deportiva Acapulco    | 5 de septiembre | 18:30     |           |           |           |           |           |
| Grupo B                |           |                        |                              |                 |           |           |           |           |           |           |
| Local                  | Resultado | Visitante              | Estadio                      | Fecha           | Hora      |           |           |           |           |           |
| Salamanca              | 3 - 0     | FC Excélsior           | Olímpico sección 24          | 28 de agosto    | 16:00     |           |           |           |           |           |
| Querétaro "B"          | 0 - 1     | Tampico Madero         | U.D. Bicentenario            | 28 de agosto    | 16:00     |           |           |           |           |           |
| Atlético San Francisco | 0 - 0     | Cruz Azul Jasso        | San Francisco                | 28 de agosto    | 20:00     |           |           |           |           |           |
| Unión de Curtidores    | 3 - 2     | Altamira FC            | La Martinica                 | 28 de agosto    | 20:15     |           |           |           |           |           |
| Bravos                 | 1 - 1     | Real Saltillo Soccer   | U.D. Benito Juárez           | 28 de agosto    | 20:15     |           |           |           |           |           |
| Irapuato               | 1 - 0     | Atlético San Juan      | Sergio León Chávez           | 30 de agosto    | 12:00     |           |           |           |           |           |
| La Piedad              | 0 - 2     | Celaya FC              | Juan N. López                | 30 de agosto    | 16:00     |           |           |           |           |           |
| Grupo C                |           |                        |                              |                 |           |           |           |           |           |           |
| Local                  | Resultado | Visitante              | Estadio                      | Fecha           | Hora      |           |           |           |           |           |
| Deportivo Guamúchil    | 0 - 0     | América Manzanillo     | Coloso del Dique             | 4 de septiembre | 21:00     |           |           |           |           |           |
| Cachorros U. de G.     | 3 - 1     | Delfines Los Cabos     | Club La Primavera            | 5 de septiembre | 12:00     |           |           |           |           |           |
| Toros de Zacatecas     | 1 - 2     | Vaqueros de Ixtlán     | Francisco Villa              | 5 de septiembre | 16:00     |           |           |           |           |           |
| Zorros de Reynosa      | 1 - 3     | Loros de Colima        | Unidad Deportiva Solidaridad | 5 de septiembre | 17:45     |           |           |           |           |           |
| Chivas Rayadas         | 3 - 3     | Dorados Los Mochis     | Verde Valle                  | 6 de septiembre | 12:00     |           |           |           |           |           |
| Dorados UACH           | 1 - 0     | Búhos de Hermosillo    | Olímpico UACH                | 6 de septiembre | 17:00     |           |           |           |           |           |

| Jornada 3              | Jornada 3 | Jornada 3              | Jornada 3                        | Jornada 3        | Jornada 3 | Jornada 3 | Jornada 3 | Jornada 3 | Jornada 3 | Jornada 3 |
| Grupo A                | Grupo A   | Grupo A                | Grupo A                          | Grupo A          | Grupo A   | Grupo A   | Grupo A   | Grupo A   | Grupo A   | Grupo A   |
| Local                  | Resultado | Visitante              | Estadio                          | Fecha            | Hora      |           |           |           |           |           |
| ---------------------- | --------- | ---------------------- | -------------------------------- | ---------------- | --------- | --------- | --------- | --------- | --------- | --------- |
| Cuautitlán             | 1 - 1     | Inter Playa            | Los Pinos                        | 11 de septiembre | 16:00     |           |           |           |           |           |
| Pumas Naucalpan        | 1 - 1     | Potros UAEM            | La Cantera                       | 12 de septiembre | 11:00     |           |           |           |           |           |
| Orizaba                | 3 - 1     | Atlético Tapatío       | Socum                            | 12 de septiembre | 15:00     |           |           |           |           |           |
| Ocelotes UNACH         | 0 - 1     | Tecamachalco           | Olímpico de Tapachula            | 12 de septiembre | 15:00     |           |           |           |           |           |
| ECA Norte              | 2 - 3     | TR Córdoba             | Mariano Matamoros                | 12 de septiembre | 16:00     |           |           |           |           |           |
| Universidad del Fútbol | 2 - 1     | Guerreros Acapulco     | Hidalgo                          | 13 de septiembre | 12:00     |           |           |           |           |           |
| Grupo B                |           |                        |                                  |                  |           |           |           |           |           |           |
| Local                  | Resultado | Visitante              | Estadio                          | Fecha            | Hora      |           |           |           |           |           |
| Querétaro "B"          | 2 - 0     | Bravos                 | U.D. Bicentenario                | 4 de septiembre  | 16:00     |           |           |           |           |           |
| Tampico Madero         | 0 - 3     | Celaya FC              | Tamaulipas                       | 4 de septiembre  | 20:00     |           |           |           |           |           |
| Cruz Azul Jasso        | 3 - 2     | Unión de Curtidores    | 10 de diciembre                  | 5 de septiembre  | 11:00     |           |           |           |           |           |
| FC Excélsior           | 1 - 5     | Irapuato               | Centro Deportivo Soriana         | 5 de septiembre  | 11:00     |           |           |           |           |           |
| Atlético San Juan      | 1 - 2     | La Piedad              | Unidad Deportiva Maquío          | 5 de septiembre  | 15:00     |           |           |           |           |           |
| Real Saltillo Soccer   | 2 - 2     | Atlético San Francisco | Olímpico Francisco I. Madero     | 5 de septiembre  | 15:30     |           |           |           |           |           |
| Altamira FC            | 2 - 1     | Salamanca              | Altamira                         | 5 de septiembre  | 19:00     |           |           |           |           |           |
| Grupo C                |           |                        |                                  |                  |           |           |           |           |           |           |
| Local                  | Resultado | Visitante              | Estadio                          | Fecha            | Hora      |           |           |           |           |           |
| Vaqueros de Ixtlán     | 0 - 0     | Dorados UACH           | No disponible                    | 11 de septiembre | 16:00     |           |           |           |           |           |
| América Manzanillo     | 5 - 0     | Toros de Zacatecas     | Colima                           | 11 de septiembre | 20:30     |           |           |           |           |           |
| Delfines Los Cabos     | 2 - 2     | Deportivo Guamúchil    | U.D. Los Cangrejos               | 12 de septiembre | 16:00     |           |           |           |           |           |
| Dorados Los Mochis     | 1 - 0     | Búhos de Hermosillo    | Centenario LM                    |                  | 17:00     |           |           |           |           |           |
| Loros de Colima        | 5 - 1     | Cachorros U. de G.     | Olímpico Universitario de Colima |                  | 19:00     |           |           |           |           |           |
| Chivas Rayadas         | 1 - 0     | Zorros de Reynosa      | Verde Valle                      | 13 de septiembre | 12:00     |           |           |           |           |           |

| Jornada 4              | Jornada 4 | Jornada 4              | Jornada 4                 | Jornada 4        | Jornada 4 | Jornada 4 | Jornada 4 | Jornada 4 | Jornada 4 | Jornada 4 |
| Grupo A                | Grupo A   | Grupo A                | Grupo A                   | Grupo A          | Grupo A   | Grupo A   | Grupo A   | Grupo A   | Grupo A   | Grupo A   |
| Local                  | Resultado | Visitante              | Estadio                   | Fecha            | Hora      |           |           |           |           |           |
| ---------------------- | --------- | ---------------------- | ------------------------- | ---------------- | --------- | --------- | --------- | --------- | --------- | --------- |
| Potros UAEM            | 7 - 0     | Ocelotes UNACH         | Alberto "Chivo" Córdoba   | 25 de septiembre | 19:00     |           |           |           |           |           |
| Tecamachalco           | 2 - 1     | Orizaba                | Neza 86                   | 26 de septiembre | 12:00     |           |           |           |           |           |
| Atlético Tapatío       | 2 - 3     | Cuautitlán             | Arreola                   | 26 de septiembre | 16:00     |           |           |           |           |           |
| Inter Playa            | 0 - 1     | ECA Norte              | Mario Villanueva Madrid   | 26 de septiembre | 16:00     |           |           |           |           |           |
| Guerreros Acapulco     | 1 - 1     | Pumas Naucalpan        | Unidad Deportiva Acapulco | 26 de septiembre | 20:00     |           |           |           |           |           |
| TR Córdoba             | 1 - 1     | Universidad del Fútbol | Rafael Murillo Vidal      | 27 de septiembre | 12:30     |           |           |           |           |           |
| Grupo B                |           |                        |                           |                  |           |           |           |           |           |           |
| Local                  | Resultado | Visitante              | Estadio                   | Fecha            | Hora      |           |           |           |           |           |
| Atlético San Francisco | 2 - 0     | Querétaro "B"          | Domingo Velázquez         | 11 de septiembre | 17:00     |           |           |           |           |           |
| Bravos                 | 3 - 0     | Tampico Madero         | U.D. Benito Juárez        | 11 de septiembre | 20:15     |           |           |           |           |           |
| Unión de Curtidores    | 0 - 1     | Real Saltillo Soccer   | La Martinica              | 11 de septiembre | 20:15     |           |           |           |           |           |
| Celaya FC              | 2 - 0     | Atlético San Juan      | Miguel Alemán Valdés      | 12 de septiembre | 17:00     |           |           |           |           |           |
| Irapuato               | 1 - 4     | Altamira FC            | Sergio León Chávez        | 13 de septiembre | 12:00     |           |           |           |           |           |
| Salamanca              | 0 - 0     | Cruz Azul Jasso        | Olímpico sección 24       | 13 de septiembre | 12:00     |           |           |           |           |           |
| La Piedad              | 2 - 1     | FC Excélsior           | Juan N. López             | 13 de septiembre | 16:00     |           |           |           |           |           |
| Grupo C                |           |                        |                           |                  |           |           |           |           |           |           |
| Local                  | Resultado | Visitante              | Estadio                   | Fecha            | Hora      |           |           |           |           |           |
| Búhos de Hermosillo    | 2 - 1     | Vaqueros de Ixtlán     | Héroe de Nacozari         | 25 de septiembre | 20:00     |           |           |           |           |           |
| Cachorros U. de G.     | 0 - 1     | Chivas Rayadas         | Club La Primavera         | 26 de septiembre | 12:00     |           |           |           |           |           |
| Toros de Zacatecas     | 2 - 1     | Delfines Los Cabos     | Francisco Villa           | 26 de septiembre | 16:00     |           |           |           |           |           |
| Deportivo Guamúchil    | 3 - 4     | Loros de Colima        | Coloso del Dique          | 26 de septiembre | 20:00     |           |           |           |           |           |
| Dorados UACH           | 1 - 0     | América Manzanillo     | Olímpico UACH             | 27 de septiembre | 17:00     |           |           |           |           |           |
| Zorros de Reynosa      | 0 - 3     | Dorados Los Mochis     | No disponible             | No jugado        | -         |           |           |           |           |           |

| Jornada 5            | Jornada 5 | Jornada 5              | Jornada 5                        | Jornada 5        | Jornada 5 | Jornada 5 | Jornada 5 | Jornada 5 | Jornada 5 | Jornada 5 |
| Grupo A              | Grupo A   | Grupo A                | Grupo A                          | Grupo A          | Grupo A   | Grupo A   | Grupo A   | Grupo A   | Grupo A   | Grupo A   |
| Local                | Resultado | Visitante              | Estadio                          | Fecha            | Hora      |           |           |           |           |           |
| -------------------- | --------- | ---------------------- | -------------------------------- | ---------------- | --------- | --------- | --------- | --------- | --------- | --------- |
| Cuautitlán           | 0 - 1     | Tecamachalco           | Los Pinos                        | 2 de octubre     | 20:00     |           |           |           |           |           |
| Orizaba              | 2 - 3     | Potros UAEM            | Socum                            | 3 de octubre     | 15:00     |           |           |           |           |           |
| Inter Playa          | 5 - 0     | Atlético Tapatío       | Mario Villanueva Madrid          | 3 de octubre     | 15:00     |           |           |           |           |           |
| Ocelotes UNACH       | 3 - 4     | Guerreros Acapulco     | Olímpico de Tapachula            | 3 de octubre     | 15:00     |           |           |           |           |           |
| ECA Norte            | 0 - 8     | Universidad del Fútbol | Mariano Matamoros                | 3 de octubre     | 16:00     |           |           |           |           |           |
| Pumas Naucalpan      | 2 - 1     | TR Córdoba             | Centenario                       | 3 de octubre     |           |           |           |           |           |           |
| Grupo B              |           |                        |                                  |                  |           |           |           |           |           |           |
| Local                | Resultado | Visitante              | Estadio                          | Fecha            | Hora      |           |           |           |           |           |
| Querétaro "B"        | 4 - 2     | Unión de Curtidores    | U.D. Bicentenario                | 25 de septiembre | 16:00     |           |           |           |           |           |
| Bravos               | 2 - 2     | Atlético San Francisco | U.D. Benito Juárez               | 25 de septiembre | 20:15     |           |           |           |           |           |
| FC Excélsior         | 2 - 5     | Celaya FC              | Centro Deportivo Soriana         | 26 de septiembre | 11:00     |           |           |           |           |           |
| Cruz Azul Jasso      | 3 - 1     | Irapuato               | 10 de diciembre                  | 26 de septiembre | 11:00     |           |           |           |           |           |
| Real Saltillo Soccer | 2 - 1     | Salamanca              | Olímpico Francisco I. Madero     | 26 de septiembre | 15:30     |           |           |           |           |           |
| Altamira FC          | 3 - 2     | La Piedad              | Altamira                         | 26 de septiembre | 19:00     |           |           |           |           |           |
| Tampico Madero       | 2 - 0     | Atlético San Juan      | Tamaulipas                       | 26 de septiembre | 20:00     |           |           |           |           |           |
| Grupo C              |           |                        |                                  |                  |           |           |           |           |           |           |
| Local                | Resultado | Visitante              | Estadio                          | Fecha            | Hora      |           |           |           |           |           |
| América Manzanillo   | 3 - 1     | Búhos de Hermosillo    | Colima                           | 2 de octubre     | 20:30     |           |           |           |           |           |
| Delfines Los Cabos   | 1 - 1     | Dorados UACH           | U.D. Los Cangrejos               | 3 de octubre     | 16:00     |           |           |           |           |           |
| Zorros de Reynosa    | 0 - 1     | Cachorros U. de G.     | Unidad Deportiva Solidaridad     | 3 de octubre     | 17:00     |           |           |           |           |           |
| Dorados Los Mochis   | 1 - 0     | Vaqueros de Ixtlán     | Centenario LM                    | 3 de octubre     | 17:00     |           |           |           |           |           |
| Loros de Colima      | 3 - 0     | Toros de Zacatecas     | Olímpico Universitario de Colima | 3 de octubre     | 19:00     |           |           |           |           |           |
| Chivas Rayadas       | 1 - 0     | Deportivo Guamúchil    | Verde Valle                      | 4 de octubre     | 12:00     |           |           |           |           |           |

| Jornada 6              | Jornada 6 | Jornada 6            | Jornada 6                 | Jornada 6     | Jornada 6 | Jornada 6 | Jornada 6 | Jornada 6 | Jornada 6 | Jornada 6 |
| Grupo A                | Grupo A   | Grupo A              | Grupo A                   | Grupo A       | Grupo A   | Grupo A   | Grupo A   | Grupo A   | Grupo A   | Grupo A   |
| Local                  | Resultado | Visitante            | Estadio                   | Fecha         | Hora      |           |           |           |           |           |
| ---------------------- | --------- | -------------------- | ------------------------- | ------------- | --------- | --------- | --------- | --------- | --------- | --------- |
| Potros UAEM            | 3 - 0     | Cuautitlán           | Alberto "Chivo" Córdoba   | 9 de octubre  | 19:00     |           |           |           |           |           |
| Tecamachalco           | 1 - 1     | Inter Playa          | Neza 86                   | 10 de octubre | 12:00     |           |           |           |           |           |
| Atlético Tapatío       | 0 - 0     | ECA Norte            | Arreola                   | 10 de octubre | 16:00     |           |           |           |           |           |
| Guerreros Acapulco     | 1 - 0     | Orizaba              | Unidad Deportiva Acapulco | 10 de octubre | 20:00     |           |           |           |           |           |
| Universidad del Fútbol | 5 - 1     | Pumas Naucalpan      | Hidalgo                   | 11 de octubre | 12:00     |           |           |           |           |           |
| TR Córdoba             | 6 - 0     | Ocelotes UNACH       | Rafael Murillo Vidal      | 11 de octubre | 12:30     |           |           |           |           |           |
| Grupo B                |           |                      |                           |               |           |           |           |           |           |           |
| Local                  | Resultado | Visitante            | Estadio                   | Fecha         | Hora      |           |           |           |           |           |
| Unión de Curtidores    | 3 - 3     | Bravos               | La Martinica              | 2 de octubre  | 20:15     |           |           |           |           |           |
| Atlético San Juan      | 5 - 1     | FC Excélsior         | Unidad Deportiva Maquío   | 3 de octubre  | 15:00     |           |           |           |           |           |
| Atlético San Francisco | 1 - 0     | Tampico Madero       | Domingo Velázquez         | 3 de octubre  | 16:00     |           |           |           |           |           |
| Salamanca              | 2 - 1     | Querétaro "B"        | Olímpico sección 24       | 3 de octubre  | 16:00     |           |           |           |           |           |
| Celaya FC              | 1 - 2     | Altamira FC          | Miguel Alemán Valdés      | 3 de octubre  | 17:00     |           |           |           |           |           |
| Irapuato               | 2 - 2     | Real Saltillo Soccer | Sergio León Chávez        | 4 de octubre  | 12:00     |           |           |           |           |           |
| La Piedad              | 2 - 2     | Cruz Azul Jasso      | Juan N. López             | 4 de octubre  | 16:00     |           |           |           |           |           |
| Grupo C                |           |                      |                           |               |           |           |           |           |           |           |
| Local                  | Resultado | Visitante            | Estadio                   | Fecha         | Hora      |           |           |           |           |           |
| Vaqueros de Ixtlán     | 0 - 0     | América Manzanillo   | U.D. Santa Teresita       | 9 de octubre  | 16:00     |           |           |           |           |           |
| Búhos de Hermosillo    | 2 - 0     | Delfines Los Cabos   | Héroe de Nacozari         |               | 20:00     |           |           |           |           |           |
| Cachorros U. de G.     | 0 - 1     | Dorados Los Mochis   | Club La Primavera         | 10 de octubre | 12:00     |           |           |           |           |           |
| Toros de Zacatecas     | 0 - 3     | Chivas Rayadas       | Francisco Villa           | 10 de octubre | 16:00     |           |           |           |           |           |
| Deportivo Guamúchil    | 3 - 2     | Zorros de Reynosa    | Coloso del Dique          | 10 de octubre | 20:00     |           |           |           |           |           |
| Dorados UACH           | 2 - 0     | Loros de Colima      | Olímpico UACH             | 11 de octubre | 17:00     |           |           |           |           |           |

| Jornada 7              | Jornada 7 | Jornada 7              | Jornada 7                        | Jornada 7      | Jornada 7 | Jornada 7 | Jornada 7 | Jornada 7 | Jornada 7 | Jornada 7 |
| Grupo A                | Grupo A   | Grupo A                | Grupo A                          | Grupo A        | Grupo A   | Grupo A   | Grupo A   | Grupo A   | Grupo A   | Grupo A   |
| Local                  | Resultado | Visitante              | Estadio                          | Fecha          | Hora      |           |           |           |           |           |
| ---------------------- | --------- | ---------------------- | -------------------------------- | -------------- | --------- | --------- | --------- | --------- | --------- | --------- |
| Cuautitlán             | 0 - 0     | Guerreros Acapulco     | Los Pinos                        | 16 de octubre  | 20:00     |           |           |           |           |           |
| Orizaba                | 1 - 0     | TR Córdoba             | Socum                            | 17 de octubre  | 15:00     |           |           |           |           |           |
| Ocelotes UNACH         | 3 - 3     | Universidad del Fútbol | Olímpico de Tapachula            | 17 de octubre  | 15:00     |           |           |           |           |           |
| Atlético Tapatío       | 3 - 4     | Tecamachalco           | Arreola                          | 17 de octubre  | 16:00     |           |           |           |           |           |
| ECA Norte              | 2 - 1     | Pumas Naucalpan        | Mariano Matamoros                | 17 de octubre  | 16:00     |           |           |           |           |           |
| Inter Playa            | 3 - 1     | Potros UAEM            | Mario Villanueva Madrid          | 17 de octubre  | 16:00     |           |           |           |           |           |
| Grupo B                |           |                        |                                  |                |           |           |           |           |           |           |
| Local                  | Resultado | Visitante              | Estadio                          | Fecha          | Hora      |           |           |           |           |           |
| Cruz Azul Jasso        | 0 - 0     | Celaya FC              | 10 de diciembre                  | 7 de octubre   | 15:00     |           |           |           |           |           |
| Querétaro "B"          | 2 - 2     | Irapuato               | U.D. Bicentenario                | 7 de octubre   | 15:00     |           |           |           |           |           |
| Tampico Madero         | 2 - 0     | FC Excélsior           | Tamaulipas                       | 7 de octubre   | 15:00     |           |           |           |           |           |
| Real Saltillo Soccer   | 1 - 2     | La Piedad              | Olímpico Francisco I. Madero     | 7 de octubre   | 15:30     |           |           |           |           |           |
| Atlético San Francisco | 3 - 0     | Unión de Curtidores    | Domingo Velázquez                | 7 de octubre   | 17:00     |           |           |           |           |           |
| Altamira FC            | 1 - 0     | Atlético San Juan      | Altamira                         | 7 de octubre   | 19:00     |           |           |           |           |           |
| Bravos                 | 1 - 0     | Salamanca              | U.D. Benito Juárez               | 4 de noviembre | 20:15     |           |           |           |           |           |
| Grupo C                |           |                        |                                  |                |           |           |           |           |           |           |
| Local                  | Resultado | Visitante              | Estadio                          | Fecha          | Hora      |           |           |           |           |           |
| Cachorros U. de G.     | 2 - 1     | Deportivo Guamúchil    | Club La Primavera                | 17 de octubre  | 12:00     |           |           |           |           |           |
| Delfines Los Cabos     | 2 - 2     | Vaqueros de Ixtlán     | U.D. Los Cangrejos               | 17 de octubre  | 16:00     |           |           |           |           |           |
| Dorados Los Mochis     | 0 - 3     | América Manzanillo     | Centenario LM                    | 17 de octubre  | 17:00     |           |           |           |           |           |
| Zorros de Reynosa      | 2 - 1     | Toros de Zacatecas     | Unidad Deportiva Solidaridad     | 17 de octubre  | 17:00     |           |           |           |           |           |
| Loros de Colima        | 5 - 0     | Búhos de Hermosillo    | Olímpico Universitario de Colima | 17 de octubre  | 19:00     |           |           |           |           |           |
| Chivas Rayadas         | 3 - 0     | Dorados UACH           | Verde Valle                      | 18 de octubre  | 12:00     |           |           |           |           |           |

| Jornada 8              | Jornada 8 | Jornada 8              | Jornada 8                 | Jornada 8     | Jornada 8 | Jornada 8 | Jornada 8 | Jornada 8 | Jornada 8 | Jornada 8 |
| Grupo A                | Grupo A   | Grupo A                | Grupo A                   | Grupo A       | Grupo A   | Grupo A   | Grupo A   | Grupo A   | Grupo A   | Grupo A   |
| Local                  | Resultado | Visitante              | Estadio                   | Fecha         | Hora      |           |           |           |           |           |
| ---------------------- | --------- | ---------------------- | ------------------------- | ------------- | --------- | --------- | --------- | --------- | --------- | --------- |
| Universidad del Fútbol | 7 - 0     | Orizaba                | Hidalgo                   | 23 de octubre | 12:00     |           |           |           |           |           |
| Potros UAEM            | 1 - 1     | Atlético Tapatío       | Alberto "Chivo" Córdoba   | 24 de octubre | 11:00     |           |           |           |           |           |
| Tecamachalco           | 5 - 0     | ECA Norte              | Neza 86                   | 24 de octubre | 12:00     |           |           |           |           |           |
| Pumas Naucalpan        | 1 - 2     | Ocelotes UNACH         | Centenario                | 24 de octubre | 16:00     |           |           |           |           |           |
| Guerreros Acapulco     | 2 - 0     | Inter Playa            | Unidad Deportiva Acapulco | 24 de octubre | 20:00     |           |           |           |           |           |
| TR Córdoba             | 2 - 0     | Cuautitlán             | Rafael Murillo Vidal      | 25 de octubre | 12:30     |           |           |           |           |           |
| Grupo B                |           |                        |                           |               |           |           |           |           |           |           |
| Local                  | Resultado | Visitante              | Estadio                   | Fecha         | Hora      |           |           |           |           |           |
| FC Excélsior           | 3 - 5     | Altamira FC            | Centro Deportivo Soriana  | 10 de octubre | 11:00     |           |           |           |           |           |
| Atlético San Juan      | 1 - 1     | Cruz Azul Jasso        | Unidad Deportiva Maquío   | 10 de octubre | 15:00     |           |           |           |           |           |
| Celaya FC              | 1 - 1     | Real Saltillo Soccer   | Miguel Alemán Valdés      | 10 de octubre | 17:00     |           |           |           |           |           |
| Irapuato               | 0 - 1     | Bravos                 | Sergio León Chávez        | 11 de octubre | 12:00     |           |           |           |           |           |
| Salamanca              | 1 - 1     | Atlético San Francisco | Olímpico sección 24       | 11 de octubre | 12:00     |           |           |           |           |           |
| La Piedad              | 2 - 2     | Querétaro "B"          | Juan N. López             | 11 de octubre | 12:00     |           |           |           |           |           |
| Unión de Curtidores    | 0 - 0     | Tampico Madero         | La Martinica              | 11 de octubre | 12:00     |           |           |           |           |           |
| Grupo C                |           |                        |                           |               |           |           |           |           |           |           |
| Local                  | Resultado | Visitante              | Estadio                   | Fecha         | Hora      |           |           |           |           |           |
| Vaqueros de Ixtlán     | 1 - 0     | Loros de Colima        | U.D. Santa Teresita       | 23 de octubre | 16:00     |           |           |           |           |           |
| Búhos de Hermosillo    | 1 - 0     | Chivas Rayadas         | Héroe de Nacozari         | 23 de octubre | 20:00     |           |           |           |           |           |
| América Manzanillo     | 9 - 0     | Delfines Los Cabos     | Colima                    | 23 de octubre | 20:30     |           |           |           |           |           |
| Toros de Zacatecas     | 3 - 2     | Cachorros U. de G.     | Francisco Villa           | 24 de octubre | 16:00     |           |           |           |           |           |
| Deportivo Guamúchil    | 2 - 2     | Dorados Los Mochis     | Coloso del Dique          | 24 de octubre | 20:00     |           |           |           |           |           |
| Dorados UACH           | 1 - 0     | Zorros de Reynosa      | Olímpico UACH             | 25 de octubre | 17:00     |           |           |           |           |           |

| Jornada 9              | Jornada 9 | Jornada 9              | Jornada 9                        | Jornada 9      | Jornada 9 | Jornada 9 | Jornada 9 | Jornada 9 | Jornada 9 | Jornada 9 |
| Grupo A                | Grupo A   | Grupo A                | Grupo A                          | Grupo A        | Grupo A   | Grupo A   | Grupo A   | Grupo A   | Grupo A   | Grupo A   |
| Local                  | Resultado | Visitante              | Estadio                          | Fecha          | Hora      |           |           |           |           |           |
| ---------------------- | --------- | ---------------------- | -------------------------------- | -------------- | --------- | --------- | --------- | --------- | --------- | --------- |
| Cuautitlán             | 2 - 2     | Universidad del Fútbol | Los Pinos                        | 6 de noviembre | 20:00     |           |           |           |           |           |
| Tecamachalco           | 0 - 1     | Potros UAEM            | Neza 86                          | 7 de noviembre | 12:00     |           |           |           |           |           |
| Orizaba                | 1 - 0     | Pumas Naucalpan        | Socum                            | 7 de noviembre | 15:00     |           |           |           |           |           |
| Atlético Tapatío       | 0 - 1     | Guerreros Acapulco     | Arreola                          | 7 de noviembre | 15:00     |           |           |           |           |           |
| ECA Norte              | 2 - 2     | Ocelotes UNACH         | Mariano Matamoros                | 7 de noviembre | 16:00     |           |           |           |           |           |
| Inter Playa            | 0 - 0     | TR Córdoba             | Mario Villanueva Madrid          | 7 de noviembre | 16:00     |           |           |           |           |           |
| Grupo B                |           |                        |                                  |                |           |           |           |           |           |           |
| Local                  | Resultado | Visitante              | Estadio                          | Fecha          | Hora      |           |           |           |           |           |
| Real Saltillo Soccer   | 2 - 1     | Atlético San Juan      | Olímpico Francisco I. Madero     | 16 de octubre  | 15:30     |           |           |           |           |           |
| Querétaro "B"          | 0 - 1     | Celaya FC              | U.D. Bicentenario                | 16 de octubre  | 16:00     |           |           |           |           |           |
| Atlético San Francisco | 1 - 0     | Irapuato               | Domingo Velázquez                | 16 de octubre  | 17:00     |           |           |           |           |           |
| Bravos                 | 3 - 1     | La Piedad              | U.D. Benito Juárez               | 16 de octubre  | 20:15     |           |           |           |           |           |
| Unión de Curtidores    | 1 - 0     | Salamanca              | La Martinica                     | 16 de octubre  | 20:15     |           |           |           |           |           |
| Cruz Azul Jasso        | 3 - 1     | FC Excélsior           | 10 de diciembre                  | 17 de octubre  | 11:00     |           |           |           |           |           |
| Tampico Madero         | 2 - 4     | Altamira FC            | Tamaulipas                       | 18 de octubre  | 15:00     |           |           |           |           |           |
| Grupo C                |           |                        |                                  |                |           |           |           |           |           |           |
| Local                  | Resultado | Visitante              | Estadio                          | Fecha          | Hora      |           |           |           |           |           |
| Cachorros U. de G.     | 2 - 2     | Dorados UACH           | Club La Primavera                | 7 de noviembre | 12:00     |           |           |           |           |           |
| Dorados Los Mochis     | 3 - 2     | Delfines Los Cabos     | Centenario LM                    | 7 de noviembre | 15:00     |           |           |           |           |           |
| Zorros de Reynosa      | 0 - 3     | Búhos de Hermosillo    | Unidad Deportiva Solidaridad     | 7 de noviembre | 15:45     |           |           |           |           |           |
| Loros de Colima        | 0 - 0     | América Manzanillo     | Olímpico Universitario de Colima | 7 de noviembre | 19:00     |           |           |           |           |           |
| Deportivo Guamúchil    | 1 - 0     | Toros de Zacatecas     | Coloso del Dique                 | 7 de noviembre | 20:00     |           |           |           |           |           |
| Chivas Rayadas         | 0 - 1     | Vaqueros de Ixtlán     | Verde Valle                      | 8 de noviembre | 12:00     |           |           |           |           |           |

| Jornada 10             | Jornada 10 | Jornada 10             | Jornada 10                | Jornada 10      | Jornada 10 | Jornada 10 | Jornada 10 | Jornada 10 | Jornada 10 | Jornada 10 |
| Grupo A                | Grupo A    | Grupo A                | Grupo A                   | Grupo A         | Grupo A    | Grupo A    | Grupo A    | Grupo A    | Grupo A    | Grupo A    |
| Local                  | Resultado  | Visitante              | Estadio                   | Fecha           | Hora       |            |            |            |            |            |
| ---------------------- | ---------- | ---------------------- | ------------------------- | --------------- | ---------- | ---------- | ---------- | ---------- | ---------- | ---------- |
| Ocelotes UNACH         | 5 - 2      | Orizaba                | Olímpico de Tapachula     | 14 de noviembre | 15:00      |            |            |            |            |            |
| Pumas Naucalpan        | 2 - 0      | Cuautitlán             | Centenario                | 14 de noviembre | 15:00      |            |            |            |            |            |
| ECA Norte              | 0 - 5      | Potros UAEM            | Mariano Matamoros         | 14 de noviembre | 15:00      |            |            |            |            |            |
| Guerreros Acapulco     | 1 - 1      | Tecamachalco           | Unidad Deportiva Acapulco | 14 de noviembre | 20:00      |            |            |            |            |            |
| Universidad del Fútbol | 1 - 1      | Inter Playa            | Hidalgo                   | 15 de noviembre | 12:00      |            |            |            |            |            |
| TR Córdoba             | 3 - 0      | Atlético Tapatío       | Rafael Murillo Vidal      | 15 de noviembre | 12:30      |            |            |            |            |            |
| Grupo B                |            |                        |                           |                 |            |            |            |            |            |            |
| Local                  | Resultado  | Visitante              | Estadio                   | Fecha           | Hora       |            |            |            |            |            |
| Altamira FC            | 1 - 1      | Cruz Azul Jasso        | Altamira                  | 23 de octubre   | 18:00      |            |            |            |            |            |
| FC Excélsior           | 0 - 3      | Real Saltillo Soccer   | Centro Deportivo Soriana  | 24 de octubre   | 11:00      |            |            |            |            |            |
| Irapuato               | 1 - 2      | Unión de Curtidores    | Sergio León Chávez        | 24 de octubre   | 11:00      |            |            |            |            |            |
| Atlético San Juan      | 1 - 3      | Querétaro "B"          | Unidad Deportiva Maquío   | 24 de octubre   | 15:00      |            |            |            |            |            |
| Celaya FC              | 5 - 0      | Bravos                 | Miguel Alemán Valdés      | 24 de octubre   | 17:00      |            |            |            |            |            |
| Salamanca              | 2 - 2      | Tampico Madero         | Olímpico sección 24       | 25 de octubre   | 12:00      |            |            |            |            |            |
| La Piedad              | 1 - 2      | Atlético San Francisco | Juan N. López             | 25 de octubre   | 16:00      |            |            |            |            |            |
| Grupo C                |            |                        |                           |                 |            |            |            |            |            |            |
| Local                  | Resultado  | Visitante              | Estadio                   | Fecha           | Hora       |            |            |            |            |            |
| Vaqueros de Ixtlán     | 2 - 2      | Zorros de Reynosa      | U.D. Santa Teresita       | 13 de noviembre | 15:00      |            |            |            |            |            |
| Búhos de Hermosillo    | 0 - 0      | Cachorros U. de G.     | Héroe de Nacozari         | 13 de noviembre | 20:00      |            |            |            |            |            |
| América Manzanillo     | 1 - 0      | Chivas Rayadas         | Colima                    | 13 de noviembre | 20:30      |            |            |            |            |            |
| Dorados Los Mochis     | 1 - 0      | Toros de Zacatecas     | Centenario LM             | 14 de noviembre | 15:00      |            |            |            |            |            |
| Delfines Los Cabos     | 2 - 1      | Loros de Colima        | U.D. Los Cangrejos        | 14 de noviembre | 16:00      |            |            |            |            |            |
| Dorados UACH           | 0 - 0      | Deportivo Guamúchil    | Olímpico UACH             | 15 de noviembre | 17:00      |            |            |            |            |            |

| Jornada 11             | Jornada 11 | Jornada 11             | Jornada 11                       | Jornada 11      | Jornada 11 | Jornada 11 | Jornada 11 | Jornada 11 | Jornada 11 | Jornada 11 |
| Grupo A                | Grupo A    | Grupo A                | Grupo A                          | Grupo A         | Grupo A    | Grupo A    | Grupo A    | Grupo A    | Grupo A    | Grupo A    |
| Local                  | Resultado  | Visitante              | Estadio                          | Fecha           | Hora       |            |            |            |            |            |
| ---------------------- | ---------- | ---------------------- | -------------------------------- | --------------- | ---------- | ---------- | ---------- | ---------- | ---------- | ---------- |
| Cuautitlán             | 3 - 2      | Ocelotes UNACH         | Los Pinos                        | 19 de noviembre | 15:00      |            |            |            |            |            |
| Orizaba                | 1 - 0      | ECA Norte              | Socum                            | 21 de noviembre | 15:00      |            |            |            |            |            |
| Atlético Tapatío       | 0 - 5      | Universidad del Fútbol | Arreola                          | 21 de noviembre | 15:00      |            |            |            |            |            |
| Potros UAEM            | 0 - 0      | Guerreros Acapulco     | Alberto "Chivo" Córdoba          | 21 de noviembre | 15:00      |            |            |            |            |            |
| Inter Playa            | 4 - 1      | Pumas Naucalpan        | Mario Villanueva Madrid          | 21 de noviembre | 15:00      |            |            |            |            |            |
| Tecamachalco           | 1 - 0      | TR Córdoba             | Neza 86                          | 21 de noviembre | 15:00      |            |            |            |            |            |
| Grupo B                |            |                        |                                  |                 |            |            |            |            |            |            |
| Local                  | Resultado  | Visitante              | Estadio                          | Fecha           | Hora       |            |            |            |            |            |
| Atlético San Francisco | 0 - 0      | Celaya FC              | Domingo Velázquez                | 6 de noviembre  | 16:00      |            |            |            |            |            |
| Querétaro "B"          | 7 - 1      | FC Excélsior           | U.D. Bicentenario                | 6 de noviembre  | 16:00      |            |            |            |            |            |
| Unión de Curtidores    | 1 - 0      | La Piedad              | La Martinica                     | 6 de noviembre  | 20:15      |            |            |            |            |            |
| Real Saltillo Soccer   | 1 - 1      | Altamira FC            | Olímpico Francisco I. Madero     | 7 de noviembre  | 15:30      |            |            |            |            |            |
| Bravos                 | 4 - 2      | Atlético San Juan      | U.D. Benito Juárez               | 7 de noviembre  | 20:15      |            |            |            |            |            |
| Salamanca              | 1 - 3      | Irapuato               | Olímpico sección 24              | 8 de noviembre  | 12:00      |            |            |            |            |            |
| Tampico Madero         | 2 - 1      | Cruz Azul Jasso        | Tamaulipas                       | 8 de noviembre  | 15:00      |            |            |            |            |            |
| Grupo C                |            |                        |                                  |                 |            |            |            |            |            |            |
| Local                  | Resultado  | Visitante              | Estadio                          | Fecha           | Hora       |            |            |            |            |            |
| Deportivo Guamúchil    | 1 - 2      | Búhos de Hermosillo    | Coloso del Dique                 | 21 de noviembre | 14:00      |            |            |            |            |            |
| Zorros de Reynosa      | 0 - 1      | América Manzanillo     | Unidad Deportiva Solidaridad     | 21 de noviembre | 15:00      |            |            |            |            |            |
| Cachorros U. de G.     | 3 - 2      | Vaqueros de Ixtlán     | Club La Primavera                | 21 de noviembre | 15:00      |            |            |            |            |            |
| Chivas Rayadas         | 3 - 1      | Delfines Los Cabos     | Verde Valle                      | 21 de noviembre | 15:00      |            |            |            |            |            |
| Loros de Colima        | 3 - 0      | Dorados Los Mochis     | Olímpico Universitario de Colima | 21 de noviembre | 15:00      |            |            |            |            |            |
| Toros de Zacatecas     | 1 - 0      | Dorados UACH           | Francisco Villa                  | 21 de noviembre | 15:00      |            |            |            |            |            |

| Altamira FC       | 4 - 2 | Querétaro "B"          | Altamira                 | 13 de noviembre | 18:00 |
| FC Excélsior      | 2 - 8 | Bravos                 | Centro Deportivo Soriana | 14 de noviembre | 11:00 |
| La Piedad         | 3 - 0 | Salamanca              | Juan N. López            | 14 de noviembre | 13:00 |
| Cruz Azul Jasso   | 4 - 0 | Real Saltillo Soccer   | 10 de diciembre          | 14 de noviembre | 13:00 |
| Atlético San Juan | 0 - 0 | Atlético San Francisco | Unidad Deportiva Maquío  | 14 de noviembre | 12:00 |
| Celaya FC         | 2 - 0 | Unión de Curtidores    | Miguel Alemán Valdés     | 14 de noviembre | 17:00 |
| Tampico Madero    | 2 - 2 | Irapuato               | Tamaulipas               | 15 de noviembre | 15:00 |

| Unión de Curtidores  | 0 - 2 | Atlético San Juan | La Martinica                 | 20 de noviembre | 20:15 |
| Bravos               | 2 - 3 | Altamira FC       | U.D. Benito Juárez           | 21 de noviembre | 15:00 |
| Salamanca            | 1 - 4 | Celaya FC         | Olímpico sección 24          | 21 de noviembre | 15:00 |
| Cruz Azul Jasso      | 2 - 1 | Querétaro "B"     | 10 de diciembre              | 21 de noviembre | 15:00 |
| Cuervos Negros       | 6 - 0 | FC Excélsior      | Domingo Velázquez            | 21 de noviembre | 15:00 |
| Real Saltillo Soccer | 1 - 0 | Tampico Madero    | Olímpico Francisco I. Madero | 21 de noviembre | 15:00 |
| Irapuato             | 1 - 1 | La Piedad         | Sergio León Chávez           | 22 de noviembre | 12:00 |

| Atlético San Francisco | 0 - 1 | Chivas Rayadas      | Domingo Velázquez            | 18 de septiembre | 17:00 |
| Potros UAEM            | 0 - 0 | Celaya FC           | Alberto "Chivo" Córdoba      | 18 de septiembre | 19:00 |
| Cuautitlán             | 0 - 0 | Zorros de Reynosa   | Los Pinos                    | 18 de septiembre | 20:00 |
| Bravos                 | 0 - 3 | Dorados UACH        | U.D. Benito Juárez           | 18 de septiembre | 20:00 |
| Búhos de Hermosillo    | 0 - 0 | Unión de Curtidores | Héroe de Nacozari            | 18 de septiembre | 20:00 |
| América Manzanillo     | 3 - 2 | Atlético Tapatío    | Colima                       | 18 de septiembre | 20:30 |
| Pumas Naucalpan        | 1 - 0 | FC Excélsior        | La Cantera                   | 19 de septiembre | 11:00 |
| Cruz Azul Jasso        | 1 - 1 | Deportivo Guamúchil | 10 de diciembre              | 19 de septiembre | 11:00 |
| Tecamachalco           | 1 - 1 | Vaqueros de Ixtlán  | Neza 86                      | 19 de septiembre | 12:00 |
| Orizaba                | 0 - 0 | La Piedad           | Socum                        | 19 de septiembre | 15:00 |
| Ocelotes UNACH         | 4 - 2 | Atlético San Juan   | Olímpico de Tapachula        | 19 de septiembre | 15:00 |
| Real Saltillo Soccer   | 2 - 0 | Delfines Los Cabos  | Olímpico Francisco I. Madero | 19 de septiembre | 15:30 |
| ECA Norte              | 2 - 3 | Altamira FC         | Mariano Matamoros            | 19 de septiembre | 16:00 |
| Inter Playa            | 0 - 0 | Tampico Madero      | Mario Villanueva Madrid      | 19 de septiembre | 16:00 |
| Guerreros Acapulco     | 3 - 1 | Loros de Colima     | Unidad Deportiva Acapulco    | 19 de septiembre | 20:00 |
| Universidad del Fútbol | 5 - 1 | Toros de Zacatecas  | Hidalgo                      | 20 de septiembre | 12:00 |
| Irapuato               | 0 - 1 | Cachorros U. de G.  | Sergio León Chávez           | 20 de septiembre | 12:00 |
| Salamanca              | 1 - 1 | Dorados Los Mochis  | Olímpico sección 24          | 20 de septiembre | 12:00 |
| TR Córdoba             | 3 - 2 | Querétaro "B"       | Rafael Murillo Vidal         | 20 de septiembre | 12:30 |

| Vaqueros de Ixtlán     | 2 - 1 | Pumas Naucalpan        | U.D. Santa Teresita              | 30 de octubre  | 15:00 |
| Atlético San Francisco | 2 - 1 | Ocelotes UNACH         | Domingo Velázquez                | 30 de octubre  | 16:00 |
| Salamanca              | 0 - 1 | TR Córdoba             | Olímpico sección 24              | 30 de octubre  | 16:00 |
| Querétaro "B"          | 1 - 2 | Toros de Zacatecas     | U.D. Bicentenario                | 30 de octubre  | 16:00 |
| Búhos de Hermosillo    | 2 - 1 | La Piedad              | Héroe de Nacozari                | 30 de octubre  | 20:00 |
| Bravos                 | 2 - 0 | Orizaba                | U.D. Benito Juárez               | 30 de octubre  | 20:15 |
| América Manzanillo     | 1 - 0 | Tecamachalco           | Colima                           | 30 de octubre  | 20:30 |
| Cachorros U. de G.     | 1 - 0 | FC Excélsior           | Club La Primavera                | 31 de octubre  | 12:00 |
| Atlético San Juan      | 0 - 2 | Guerreros Acapulco     | Unidad Deportiva Maquío          | 31 de octubre  | 15:00 |
| Atlético Tapatío       | 1 - 1 | Altamira FC            | Arreola                          | 31 de octubre  | 16:00 |
| Zorros de Reynosa      | 2 - 2 | Potros UAEM            | Unidad Deportiva Solidaridad     | 31 de octubre  | 16:00 |
| Delfines Los Cabos     | 1 - 2 | Universidad del Fútbol | U.D. Los Cangrejos               | 31 de octubre  | 16:00 |
| Dorados Los Mochis     | 1 - 0 | Celaya FC              | Centenario LM                    | 31 de octubre  | 16:00 |
| Loros de Colima        | 4 - 1 | Cruz Azul Jasso        | Olímpico Universitario de Colima | 31 de octubre  | 19:00 |
| Deportivo Guamúchil    | 4 - 1 | Unión de Curtidores    | Coloso del Dique                 | 31 de octubre  | 20:00 |
| Chivas Rayadas         | 4 - 1 | Cuautitlán             | Verde Valle                      | 1 de noviembre | 12:00 |
| Irapuato               | 1 - 0 | Inter Playa            | Sergio León Chávez               | 1 de noviembre | 12:00 |
| Tampico Madero         | 8 - 0 | ECA Norte              | Tamaulipas                       | 1 de noviembre | 15:00 |
| Dorados UACH           | 1 - 0 | Real Saltillo Soccer   | Olímpico UACH                    | 1 de noviembre | 17:00 |

## Tabla de promedios
| Posición | Equipo                     | Puntos | Juegos | Cociente |
| -------- | -------------------------- | ------ | ------ | -------- |
| 1.       | Altamira FC                | 37     | 15     | 2.4666   |
| 2.       | Universidad del Fútbol     | 33     | 13     | 2.5384   |
| 3.       | América Manzanillo         | 31     | 13     | 2.3846   |
| 4.       | Celaya FC                  | 33     | 15     | 2.2000   |
| 5.       | Atlético San Francisco     | 33     | 15     | 2.2000   |
| 6.       | Guerreros                  | 27     | 13     | 2.0769   |
| 7.       | Dorados de Los Mochis      | 27     | 13     | 2.0769   |
| 8.       | Potros de la UAEM          | 26     | 13     | 2.0000   |
| 9.       | Chivas Rayadas             | 26     | 13     | 2.0000   |
| 10.      | Cruz Azul Jasso            | 29     | 15     | 1.9333   |
| 11.      | Loros de Colima            | 25     | 13     | 1.9230   |
| 12.      | Dorados Fuerza UACH        | 25     | 13     | 1.9230   |
| 13.      | Búhos de Hermosillo        | 25     | 13     | 1.9230   |
| 14.      | Tecamachalco               | 24     | 13     | 1.8461   |
| 15.      | Real Saltillo Soccer       | 27     | 15     | 1.8000   |
| 16.      | Bravos                     | 26     | 15     | 1.7333   |
| 17.      | Cachorros de la U. de G.   | 22     | 13     | 1.6923   |
| 18.      | Tiburones Rojos de Córdoba | 21     | 13     | 1.6153   |
| 19.      | Inter Playa del Carmen     | 21     | 13     | 1.6153   |
| 20.      | Vaqueros                   | 21     | 13     | 1.6153   |
| 21.      | Tampico Madero             | 22     | 15     | 1.4666   |
| 22.      | Deportivo Guamúchil        | 18     | 13     | 1.3846   |
| 23.      | Unión de Curtidores        | 20     | 15     | 1.3333   |
| 24.      | La Piedad                  | 19     | 15     | 1.2666   |
| 25.      | Pumas Naucalpan            | 16     | 13     | 1.2307   |
| 26.      | Albinegros de Orizaba      | 16     | 13     | 1.2307   |
| 27.      | Cuautitlán                 | 15     | 13     | 1.1538   |
| 28.      | Ocelotes UNACH             | 14     | 13     | 1.0769   |
| 29.      | Irapuato FC                | 16     | 15     | 1.0666   |
| 30.      | Querétaro B                | 15     | 15     | 1.0000   |
| 31.      | Petroleros de Salamanca    | 14     | 15     | 0.9333   |
| 32.      | Toros de Zacatecas         | 12     | 13     | 0.9230   |
| 33.      | ECA Norte                  | 11     | 13     | 0.8461   |
| 34.      | Delfines de Los Cabos      | 10     | 13     | 0.7692   |
| 35.      | Atlético Tapatío           | 9      | 13     | 0.6923   |
| 36.      | Zorros de Reynosa          | 8      | 13     | 0.6153   |
| 37.      | Atlético San Juan          | 8      | 15     | 0.5333   |
| 38.      | FC Excélsior               | 0      | 15     | 0.0000   |

     Descienden a la Liga de Nuevos Talentos.

## Liguilla
|  | Octavos de final                               | Octavos de final                               | Octavos de final                               |                        |   | Cuartos de final                             | Cuartos de final                             | Cuartos de final                             |  |  | Semifinales                                   | Semifinales                                   | Semifinales                                   |  |  | Final                                          | Final                                          | Final                                          |
|  | 25 de noviembre (ida) 28 de noviembre (vuelta) | 25 de noviembre (ida) 28 de noviembre (vuelta) | 25 de noviembre (ida) 28 de noviembre (vuelta) |                        |   | 2 de diciembre (ida) 5 de diciembre (vuelta) | 2 de diciembre (ida) 5 de diciembre (vuelta) | 2 de diciembre (ida) 5 de diciembre (vuelta) |  |  | 9 de diciembre (ida) 12 de diciembre (vuelta) | 9 de diciembre (ida) 12 de diciembre (vuelta) | 9 de diciembre (ida) 12 de diciembre (vuelta) |  |  | 16 de diciembre (ida) 19 de diciembre (vuelta) | 16 de diciembre (ida) 19 de diciembre (vuelta) | 16 de diciembre (ida) 19 de diciembre (vuelta) |
|  |                                                |                                                |                                                |                        |   |                                              |                                              |                                              |  |  |                                               |                                               |                                               |  |  |                                                |                                                |                                                |
|  |                                                |                                                |                                                |                        |   |                                              |                                              |                                              |  |  |                                               |                                               |                                               |  |  |                                                |                                                |                                                |
|  |                                                |                                                |                                                |                        |   |                                              |                                              |                                              |  |  |                                               |                                               |                                               |  |  |                                                |                                                |                                                |
|  | Altamira F.C.                                  | 3                                              | 4                                              |                        |   |                                              |                                              |                                              |  |  |                                               |                                               |                                               |  |  |                                                |                                                |                                                |
|  | Altamira F.C.                                  | 3                                              | 4                                              |                        |   |                                              |                                              |                                              |  |  |                                               |                                               |                                               |  |  |                                                |                                                |                                                |
|  | Bravos                                         | 0                                              | 0                                              |                        |   |                                              |                                              |                                              |  |  |                                               |                                               |                                               |  |  |                                                |                                                |                                                |
|  | Bravos                                         | 0                                              | 0                                              | Altamira F.C.          | 3 | 4                                            |                                              |                                              |  |  |                                               |                                               |                                               |  |  |                                                |                                                |                                                |
|  |                                                |                                                |                                                |                        | 3 | 4                                            |                                              |                                              |  |  |                                               |                                               |                                               |  |  |                                                |                                                |                                                |
|  |                                                | Tecamachalco                                   | 1                                              | 1                      |   |                                              |                                              |                                              |  |  |                                               |                                               |                                               |  |  |                                                |                                                |                                                |
|  | Celaya F.C.                                    | Tecamachalco                                   | 1                                              | 1                      | 1 | 1                                            |                                              |                                              |  |  |                                               |                                               |                                               |  |  |                                                |                                                |                                                |
|  | Celaya F.C.                                    |                                                |                                                |                        | 1 | 1                                            |                                              |                                              |  |  |                                               |                                               |                                               |  |  |                                                |                                                |                                                |
|  | Tecamachalco                                   | 0                                              | 3                                              |                        |   |                                              |                                              |                                              |  |  |                                               |                                               |                                               |  |  |                                                |                                                |                                                |
|  | Tecamachalco                                   | 0                                              | 3                                              | Altamira F.C.          | 0 | 2 (5)                                        |                                              |                                              |  |  |                                               |                                               |                                               |  |  |                                                |                                                |                                                |
|  |                                                |                                                |                                                |                        | 0 | 2 (5)                                        |                                              |                                              |  |  |                                               |                                               |                                               |  |  |                                                |                                                |                                                |
|  |                                                | Guerreros Acapulco                             | 0                                              | 2 (4)                  |   |                                              |                                              |                                              |  |  |                                               |                                               |                                               |  |  |                                                |                                                |                                                |
|  | Guerreros Acapulco                             | Guerreros Acapulco                             | 0                                              | 2 (4)                  | 2 | 1                                            |                                              |                                              |  |  |                                               |                                               |                                               |  |  |                                                |                                                |                                                |
|  | Guerreros Acapulco                             |                                                |                                                |                        | 2 | 1                                            |                                              |                                              |  |  |                                               |                                               |                                               |  |  |                                                |                                                |                                                |
|  | Loros U. Colima                                | 2                                              | 0                                              |                        |   |                                              |                                              |                                              |  |  |                                               |                                               |                                               |  |  |                                                |                                                |                                                |
|  | Loros U. Colima                                | 2                                              | 0                                              | Guerreros Acapulco     | 2 | 6                                            |                                              |                                              |  |  |                                               |                                               |                                               |  |  |                                                |                                                |                                                |
|  |                                                |                                                |                                                |                        | 2 | 6                                            |                                              |                                              |  |  |                                               |                                               |                                               |  |  |                                                |                                                |                                                |
|  |                                                | Dorados Mochis                                 | 0                                              | 2                      |   |                                              |                                              |                                              |  |  |                                               |                                               |                                               |  |  |                                                |                                                |                                                |
|  | Dorados Mochis                                 | Dorados Mochis                                 | 0                                              | 2                      | 1 | 1 (4)                                        |                                              |                                              |  |  |                                               |                                               |                                               |  |  |                                                |                                                |                                                |
|  | Dorados Mochis                                 |                                                |                                                |                        | 1 | 1 (4)                                        |                                              |                                              |  |  |                                               |                                               |                                               |  |  |                                                |                                                |                                                |
|  | Cruz Azul Jasso                                | 2                                              | 0 (2)                                          |                        |   |                                              |                                              |                                              |  |  |                                               |                                               |                                               |  |  |                                                |                                                |                                                |
|  | Cruz Azul Jasso                                | 2                                              | 0 (2)                                          | Altamira F.C.          | 3 | 1                                            |                                              |                                              |  |  |                                               |                                               |                                               |  |  |                                                |                                                |                                                |
|  |                                                |                                                |                                                |                        | 3 | 1                                            |                                              |                                              |  |  |                                               |                                               |                                               |  |  |                                                |                                                |                                                |
|  |                                                | Universidad del Fútbol                         | 1                                              | 5                      |   |                                              |                                              |                                              |  |  |                                               |                                               |                                               |  |  |                                                |                                                |                                                |
|  | Universidad del Fútbol                         | Universidad del Fútbol                         | 1                                              | 5                      | 2 | 5                                            |                                              |                                              |  |  |                                               |                                               |                                               |  |  |                                                |                                                |                                                |
|  | Universidad del Fútbol                         |                                                |                                                |                        | 2 | 5                                            |                                              |                                              |  |  |                                               |                                               |                                               |  |  |                                                |                                                |                                                |
|  | TR Córdoba                                     | 2                                              | 0                                              |                        |   |                                              |                                              |                                              |  |  |                                               |                                               |                                               |  |  |                                                |                                                |                                                |
|  | TR Córdoba                                     | 2                                              | 0                                              | Universidad del Fútbol | 2 | 6                                            |                                              |                                              |  |  |                                               |                                               |                                               |  |  |                                                |                                                |                                                |
|  |                                                |                                                |                                                |                        | 2 | 6                                            |                                              |                                              |  |  |                                               |                                               |                                               |  |  |                                                |                                                |                                                |
|  |                                                | Real Saltillo Soccer                           | 0                                              | 1                      |   |                                              |                                              |                                              |  |  |                                               |                                               |                                               |  |  |                                                |                                                |                                                |
|  | América Manzanillo                             | Real Saltillo Soccer                           | 0                                              | 1                      | 0 | 1                                            |                                              |                                              |  |  |                                               |                                               |                                               |  |  |                                                |                                                |                                                |
|  | América Manzanillo                             |                                                |                                                |                        | 0 | 1                                            |                                              |                                              |  |  |                                               |                                               |                                               |  |  |                                                |                                                |                                                |
|  | Real Saltillo Soccer                           | 0                                              | 2                                              |                        |   |                                              |                                              |                                              |  |  |                                               |                                               |                                               |  |  |                                                |                                                |                                                |
|  | Real Saltillo Soccer                           | 0                                              | 2                                              | Universidad del Fútbol | 0 | 3                                            |                                              |                                              |  |  |                                               |                                               |                                               |  |  |                                                |                                                |                                                |
|  |                                                |                                                |                                                |                        | 0 | 3                                            |                                              |                                              |  |  |                                               |                                               |                                               |  |  |                                                |                                                |                                                |
|  |                                                | Chivas Rayadas                                 | 0                                              | 2                      |   |                                              |                                              |                                              |  |  |                                               |                                               |                                               |  |  |                                                |                                                |                                                |
|  | Atlético San Francisco                         | Chivas Rayadas                                 | 0                                              | 2                      | 0 | 2                                            |                                              |                                              |  |  |                                               |                                               |                                               |  |  |                                                |                                                |                                                |
|  | Atlético San Francisco                         |                                                |                                                |                        | 0 | 2                                            |                                              |                                              |  |  |                                               |                                               |                                               |  |  |                                                |                                                |                                                |
|  | Dorados Fuerza UACH                            | 1                                              | 0                                              |                        |   |                                              |                                              |                                              |  |  |                                               |                                               |                                               |  |  |                                                |                                                |                                                |
|  | Dorados Fuerza UACH                            | 1                                              | 0                                              | Atlético San Francisco | 1 | 0                                            |                                              |                                              |  |  |                                               |                                               |                                               |  |  |                                                |                                                |                                                |
|  |                                                |                                                |                                                |                        | 1 | 0                                            |                                              |                                              |  |  |                                               |                                               |                                               |  |  |                                                |                                                |                                                |
|  |                                                | Chivas Rayadas                                 | 2                                              | 0                      |   |                                              |                                              |                                              |  |  |                                               |                                               |                                               |  |  |                                                |                                                |                                                |
|  | Potros UAEM                                    | Chivas Rayadas                                 | 2                                              | 0                      | 0 | 0                                            |                                              |                                              |  |  |                                               |                                               |                                               |  |  |                                                |                                                |                                                |
|  | Potros UAEM                                    |                                                |                                                |                        | 0 | 0                                            |                                              |                                              |  |  |                                               |                                               |                                               |  |  |                                                |                                                |                                                |
|  | Chivas Rayadas                                 | 3                                              | 0                                              |                        |   |                                              |                                              |                                              |  |  |                                               |                                               |                                               |  |  |                                                |                                                |                                                |

### Octavos de final
| 25 de noviembre de 2009, 20:15 (UTC -6) | Bravos | 0:3 (0:2) | Altamira F.C.                                  | Unidad Deportiva Benito Juárez, Nuevo Laredo, Tamaulipas           |                                                                    |
|                                         |        | Reporte   | 25' G. Fragoso · 34' G. Silva · 47' J. Galindo | Asistencia: 1 000 espectadores Árbitro(s): Osvaldo Hernández Cobos | Asistencia: 1 000 espectadores Árbitro(s): Osvaldo Hernández Cobos |

| 28 de noviembre de 2009, 19:00 (UTC -6)        | Altamira F.C.                                         | 4:0 (1:0) (Global 7:0) | Bravos | Estadio Altamira, Altamira, Tamaulipas                         |                                                                |
|                                                | O. Fernández 29' · E. Vázquez 50', 66' · R. Rocha 63' | Reporte                |        | Asistencia: 2 500 espectadores Árbitro(s): Roberto Ríos Jácome | Asistencia: 2 500 espectadores Árbitro(s): Roberto Ríos Jácome |
| Altamira avanzó a Cuartos de Final. Global 7-0 |                                                       |                        |        |                                                                |                                                                |

| 25 de noviembre de 2009, 15:00 (UTC -6) | Tecamachalco                         | 3:1 (1:0) | Celaya F.C.    | Estadio Neza 86, Ciudad Nezahualcóyotl, Estado de México             |                                                                      |
|                                         | M. Resendes 44', 67' · F. Alemán 79' | Reporte   | 83' A. Riestra | Asistencia: 100 espectadores Árbitro(s): Jorge Alberto Díaz González | Asistencia: 100 espectadores Árbitro(s): Jorge Alberto Díaz González |

| 28 de noviembre de 2009, 19:00 (UTC -6)            | Celaya F.C.   | 1:0 (1:0) (Global 2:3) | Tecamachalco | Estadio Miguel Alemán Valdés, Celaya, Guanajuato                    |                                                                     |
|                                                    | R. García 44' | Reporte                |              | Asistencia: 2 000 espectadores Árbitro(s): Jorge Luis Delgado Salas | Asistencia: 2 000 espectadores Árbitro(s): Jorge Luis Delgado Salas |
| Tecamachalco avanzó a Cuartos de Final. Global 2-3 |               |                        |              |                                                                     |                                                                     |

| 25 de noviembre de 2009, 19:00 (UTC -6) | Loros U. Colima            | 2:2 (1:1) | Guerreros Acapulco                  | Estadio Olímpico Universitario de Colima, Colima, Colima            |                                                                     |
|                                         | E. García de León 40', 67' | Reporte   | 11' L. Rodríguez · 81' L. Hernández | Asistencia: 3 000 espectadores Árbitro(s): Jesús Bisguerra Mendiola | Asistencia: 3 000 espectadores Árbitro(s): Jesús Bisguerra Mendiola |

| 28 de noviembre de 2009, 18:00 (UTC -6)                     | Guerreros Acapulco | 1:0 (1:0) (Global 3:2) | Loros U. Colima | Unidad Deportiva Acapulco, Acapulco, Guerrero                 |                                                               |
|                                                             | E. Bravo 31'       | Reporte                |                 | Asistencia: 1 000 espectadores Árbitro(s): Ángel Monroy Bello | Asistencia: 1 000 espectadores Árbitro(s): Ángel Monroy Bello |
| Guerreros de Acapulco avanzó a Cuartos de Final. Global 3-2 |                    |                        |                 |                                                               |                                                               |

| 25 de noviembre de 2009, 10:00 (UTC -6) | Cruz Azul Jasso | 0:1 (0:0) | Dorados Mochis | Estadio 10 de diciembre, Ciudad Cooperativa Cruz Azul, Hidalgo |                                                            |
|                                         |                 | Reporte   | 48' E. Alarcón | Asistencia: 100 espectadores Árbitro(s): Uriel Olvera Ríos     | Asistencia: 100 espectadores Árbitro(s): Uriel Olvera Ríos |

| 28 de noviembre de 2009, 15:00 (UTC -7)                                        | Dorados Mochis   | 1:2 (1:0) (4:2 p.)(Global 2:2) | Cruz Azul Jasso                  | Estadio Centenario LM, Los Mochis, Sinaloa                             |                                                                        |
|                                                                                | V. Arredondo 19' | Reporte                        | 57' P. Valverde · 77' S. Álvarez | Asistencia: 800 espectadores Árbitro(s): Martín Enrique Rivas González | Asistencia: 800 espectadores Árbitro(s): Martín Enrique Rivas González |
| Dorados Mochis avanzó a Cuartos de Final tras ganar 4-2 en penales. Global 2-2 |                  |                                |                                  |                                                                        |                                                                        |

| 25 de noviembre de 2009, 15:00 (UTC -6) | TR Córdoba                     | 2:2 (1:2) | Universidad del Fútbol        | Estadio Rafael Murillo Vidal, Córdoba, Veracruz                          |                                                                          |
|                                         | O. Reyes 44' · F. Castillo 73' | Reporte   | 27' V. Mañón · 28' R. Estrada | Asistencia: 500 espectadores Árbitro(s): Humberto Mauricio Cruz González | Asistencia: 500 espectadores Árbitro(s): Humberto Mauricio Cruz González |

| 28 de noviembre de 2009, 12:00 (UTC -6)                      | Universidad del Fútbol                                             | 5:0 (1:0) (Global 7:2) | TR Córdoba | Estadio Hidalgo, Pachuca, Hidalgo                           |                                                             |
|                                                              | V. Mañón 41' · E. Brambila 63', 66' · W. Díaz 68' · R. Estrada 75' | Reporte                |            | Asistencia: 50 espectadores Árbitro(s): Erick Arce Castillo | Asistencia: 50 espectadores Árbitro(s): Erick Arce Castillo |
| Universidad del Fútbol avanzó a Cuartos de Final. Global 7-2 |                                                                    |                        |            |                                                             |                                                             |

| 25 de noviembre de 2009, 16:00 (UTC -6) | Real Saltillo Soccer | 0:0     | América Manzanillo | Estadio Olímpico Francisco I. Madero, Saltillo, Coahuila          |                                                                   |
|                                         |                      | Reporte |                    | Asistencia: 3 000 espectadores Árbitro(s): Humberto Sánchez Reyna | Asistencia: 3 000 espectadores Árbitro(s): Humberto Sánchez Reyna |

| 28 de noviembre de 2009, 19:00 (UTC -6)                    | América Manzanillo | 1:2 (0:1) (Global 1:2) | Real Saltillo Soccer          | Estadio Colima, Colima, Colima                                   |                                                                  |
|                                                            | M. Alba 80'        | Reporte                | 25' G. Aguilar · 74' C. Garza | Asistencia: 250 espectadores Árbitro(s): José Luis Muñoz Pantoja | Asistencia: 250 espectadores Árbitro(s): José Luis Muñoz Pantoja |
| Real Saltillo Soccer avanzó a Cuartos de Final. Global 1-2 |                    |                        |                               |                                                                  |                                                                  |

| 25 de noviembre de 2009, 18:00 (UTC -7) | Dorados Fuerza UACH | 1:0 (1:0) | Atlético San Francisco | Estadio Olímpico José Reyes Baeza, Chihuahua, Chihuahua      |                                                              |
|                                         | D. Valdéz 42'       | Reporte   |                        | Asistencia: 200 espectadores Árbitro(s): Hernán Ramírez Díaz | Asistencia: 200 espectadores Árbitro(s): Hernán Ramírez Díaz |

| 28 de noviembre de 2009, 16:00 (UTC -6)                      | Atlético San Francisco         | 2:0 (2:0) (Global 2:1) | Dorados Fuerza UACH | Estadio San Francisco, San Francisco del Rincón, Guanajuato            |                                                                        |
|                                                              | H. Leyva 1' · J.J. Vázquez 31' | Reporte                |                     | Asistencia: 50 espectadores Árbitro(s): Álvaro Ernesto Dávila Palomera | Asistencia: 50 espectadores Árbitro(s): Álvaro Ernesto Dávila Palomera |
| Atlético San Francisco avanzó a Cuartos de Final. Global 2-1 |                                |                        |                     |                                                                        |                                                                        |

| 25 de noviembre de 2009, 12:00 (UTC -6) | Chivas Rayadas                                  | 3:0 (1:0) | Potros UAEM | Instalaciones de Verde Valle, Zapopan, Jalisco                     |                                                                    |
|                                         | M. Vázquez 29' · A. Salazar 50' · A. Galván 68' | Reporte   |             | Asistencia: 50 espectadores Árbitro(s): Luis Miguel Tapia González | Asistencia: 50 espectadores Árbitro(s): Luis Miguel Tapia González |

| 28 de noviembre de 2009, 20:00 (UTC -6)              | Potros UAEM | 0:0 (Global 0:3) | Chivas Rayadas | Estadio Universitario Alberto "Chivo" Córdoba, Toluca, Estado de México |                                                                       |
|                                                      |             | Reporte          |                | Asistencia: 300 espectadores Árbitro(s): Daniel Neftalí Bahena Sámano   | Asistencia: 300 espectadores Árbitro(s): Daniel Neftalí Bahena Sámano |
| Chivas Rayadas avanzó a Cuartos de Final. Global 0-3 |             |                  |                |                                                                         |                                                                       |

### Cuartos de final
| 2 de diciembre de 2009, 15:00 (UTC -6) | Tecamachalco   | 1:3 (0:0) | Altamira F.C.                      | Estadio Neza 86, Ciudad Nezahualcóyotl, Estado de México     |                                                              |
|                                        | G. Serrano 58' | Reporte   | 47', 86' E. Vázquez · 88' R. Rocha | Asistencia: 100 espectadores Árbitro(s): Erick Arce Castillo | Asistencia: 100 espectadores Árbitro(s): Erick Arce Castillo |

| 5 de diciembre de 2009, 19:00 (UTC -6)    | Altamira F.C.                                          | 4:1 (2:1) (Global 7:2) | Tecamachalco | Estadio Altamira, Altamira, Tamaulipas                               |                                                                      |
|                                           | R. Rocha 16' · S. Gallardo 25' · O. Fernández 48', 85' | Reporte                |              | Asistencia: 3 000 espectadores Árbitro(s): Obed Eliud Gómez Barreras | Asistencia: 3 000 espectadores Árbitro(s): Obed Eliud Gómez Barreras |
| Altamira avanzó a Semifinales. Global 7-2 |                                                        |                        |              |                                                                      |                                                                      |

| 2 de diciembre de 2009, 15:00 (UTC -7) | Dorados Mochis | 0:2 (0:0) | Guerreros Acapulco                 | Estadio Centenario LM, Los Mochis, Sinaloa                              |                                                                         |
|                                        |                | Reporte   | 48' J. Zataraín · 79' J. Hernández | Asistencia: 600 espectadores Árbitro(s): Edgar Adrián Amparano Martínez | Asistencia: 600 espectadores Árbitro(s): Edgar Adrián Amparano Martínez |

| 5 de diciembre de 2009, 18:00 (UTC -6)              | Guerreros Acapulco                                                  | 6:2 (3:2) (Global 8:2) | Dorados Mochis                       | Unidad Deportiva Acapulco, Acapulco, Guerrero                           |                                                                         |
|                                                     | E. Bravo 5', 45' · I. Sánchez 31' · C. Landa 76' · L. Rodríguez 85' | Reporte                | 28' R. Contreras · 38' J. Valenzuela | Asistencia: 1 500 espectadores Árbitro(s): Daniel Neftalí Bahena Sámano | Asistencia: 1 500 espectadores Árbitro(s): Daniel Neftalí Bahena Sámano |
| Guerreros Acapulco avanzó a Semifinales. Global 8-2 |                                                                     |                        |                                      |                                                                         |                                                                         |

| 2 de diciembre de 2009, 16:00 (UTC -6) | Real Saltillo Soccer | 0:2 (0:0) | Universidad del Fútbol       | Estadio Olímpico Francisco I. Madero, Saltillo, Coahuila     |                                                              |
|                                        |                      | Reporte   | 73' F. Cortés · 82' V. Mañón | Asistencia: 3 000 espectadores Árbitro(s): Oscar Macías Romo | Asistencia: 3 000 espectadores Árbitro(s): Oscar Macías Romo |

| 5 de diciembre de 2009, 12:00 (UTC -6)                  | Universidad del Fútbol                                                | 6:1 (4:1) (Global 8:1) | Real Saltillo Soccer | Estadio Hidalgo, Pachuca, Hidalgo                                        |                                                                          |
|                                                         | E. Cruz 4' · H. Herrera 6' · F. Cortés 22', 31' · R. Estrada 62', 81' | Reporte                | 20' J. Soto          | Asistencia: 100 espectadores Árbitro(s): Humberto Mauricio Cruz González | Asistencia: 100 espectadores Árbitro(s): Humberto Mauricio Cruz González |
| Universidad del Fútbol avanzó a Semifinales. Global 8-1 |                                                                       |                        |                      |                                                                          |                                                                          |

| 2 de diciembre de 2009, 12:00 (UTC -6) | Chivas Rayadas                  | 2:1 (2:0) | Atlético San Francisco | Instalaciones de Verde Valle, Zapopan, Jalisco                    |                                                                   |
|                                        | A. Gallardo 8' · M. Vázquez 32' | Reporte   | 78' J. Hernánedz       | Asistencia: 200 espectadores Árbitro(s): Moisés González González | Asistencia: 200 espectadores Árbitro(s): Moisés González González |

| 5 de diciembre de 2009, 16:00 (UTC -6)          | Atlético San Francisco | 0:0 (Global 1:2) | Chivas Rayadas | Estadio San Francisco, San Francisco del Rincón, Guanajuato |                                                            |
|                                                 |                        | Reporte          |                | Asistencia: 100 espectadores Árbitro(s): Uriel Olvera Ríos  | Asistencia: 100 espectadores Árbitro(s): Uriel Olvera Ríos |
| Chivas Rayadas avanzó a Semifinales. Global 1-2 |                        |                  |                |                                                             |                                                            |

### Semifinales
| 9 de diciembre de 2009, 20:00 (UTC -6) | Guerreros Acapulco | 0:0     | Altamira F.C. | Unidad Deportiva Acapulco, Acapulco, Guerrero                     |                                                                   |
|                                        |                    | Reporte |               | Asistencia: 4 000 espectadores Árbitro(s): Eduardo Galván Basulto | Asistencia: 4 000 espectadores Árbitro(s): Eduardo Galván Basulto |

| 12 de diciembre de 2009, 19:00 (UTC -6)                          | Altamira F.C.     | 2:2 (0:1) (5:4 p.)(Global 2:2) | Guerreros Acapulco                 | Estadio Altamira, Altamira, Tamaulipas                       |                                                              |
|                                                                  | R. Rocha 61', 86' | Reporte                        | 12' J. Zataraín · 81' L. Rodríguez | Asistencia: 5 000 espectadores Árbitro(s): Uriel Olvera Ríos | Asistencia: 5 000 espectadores Árbitro(s): Uriel Olvera Ríos |
| Altamira avanzó a la Final tras ganar 5-4 en penales. Global 2-2 |                   |                                |                                    |                                                              |                                                              |

| 9 de diciembre de 2009, 12:00 (UTC -6) | Chivas Rayadas | 0:0     | Universidad del Fútbol | Instalaciones de Verde Valle, Zapopan, Jalisco                     |                                                                    |
|                                        |                | Reporte |                        | Asistencia: 250 espectadores Árbitro(s): Víctor Bisguerra Mendiola | Asistencia: 250 espectadores Árbitro(s): Víctor Bisguerra Mendiola |

| 12 de diciembre de 2009, 12:00 (UTC -6)              | Universidad del Fútbol                         | 3:2 (0:0) (Global 3:2) | Chivas Rayadas                 | Estadio Hidalgo, Pachuca, Hidalgo                                  |                                                                    |
|                                                      | E. Brambila 59' · R. Estrada 76' · C. Peña 85' | Reporte                | 51' H. Olvera · 86' R. Arriaga | Asistencia: 50 espectadores Árbitro(s): Baruch Absalón Castellanos | Asistencia: 50 espectadores Árbitro(s): Baruch Absalón Castellanos |
| Universidad del Fútbol avanzó a la Final. Global 3-2 |                                                |                        |                                |                                                                    |                                                                    |

### Final
| 16 de diciembre de 2009, 19:00 (UTC -6) | Altamira F.C.                                     | 3:1     | Universidad del Fútbol | Estadio Altamira, Altamira, Tamaulipas                               |                                                                      |
|                                         | C. Luévano 40' · C. Cuevas 56' · O. Fernández 60' | Reporte | 29' E. Cruz            | Asistencia: 5 000 espectadores Árbitro(s): Víctor Bisguerra Mendiola | Asistencia: 5 000 espectadores Árbitro(s): Víctor Bisguerra Mendiola |

| 19 de diciembre de 2009, 12:00 (UTC -6)                             | Universidad del Fútbol                                               | 5:1 (3:1) (Global 6:4) | Altamira F.C.    | Estadio Hidalgo, Pachuca, Hidalgo                                      |                                                                        |
|                                                                     | F. Cortés 8' · E. Brambila 43', 79' · P. Cortéz 45' · R. Estrada 75' | Reporte                | 27' O. Fernández | Asistencia: 500 espectadores Árbitro(s): César Arturo Ramos Palazuelos | Asistencia: 500 espectadores Árbitro(s): César Arturo Ramos Palazuelos |
| Universidad del Fútbol Campeón del Torneo Apertura 2009. Global 6-4 |                                                                      |                        |                  |                                                                        |                                                                        |

|                                            |
| Universidad del Fútbol Campeón 3er título. |